# تانكي أون لاين
تانكي أونلاين (بالإنجليزية: Tanki Online)‏ هي أول لعبة حركة ثلاثية الأبعاد تعتمد على تقنية الـفلاش على متصفحات الأنترنت، حصلت اللعبة على عدد من الجوائز المرموقة ، بما في ذلك جوائز الموقع المفضل، أفضل لعبة بأفضل تقنية في 2009 KRI وأفضل تكنولوجيا في جوائز فلاش الروسية عام 2009 وأفضل لعبة أنترنت في عام 2013 و2014 .
مئات الآلاف من اللاعبين من جميع أنحاء العالم قد إنضموا بالفعل إلى تانكي أونلاين ، إذهب إليها وابدأ اللعب ، لأولئك الذين يستخدمون أندرويد للهواتف الذكية أو الأجهزة اللوحية التي تعمل بنظام جوجل بلاي يمكن تنزيل  اللعبه من المتجر.

## نظرة عامة
لعبة تانكي أون لاين المجانية هي لعبة قتال جماعية ثلاثية الأبعاد، حيث يمكنك الاشتراك في العديد من المعارك بين اللاعبين، حيث فتحت مجالا كبيرًا للتنافس والتحدي القوي والتعاون فيما بين أفراد الفريق.

## اللعب
يمكن لللاعب الدخول وترك المعركة في أي وقت يريد، الدخول في معركة في وقت متأخر عادة ما يؤدي إلى الحصول على خبرة منخفضة وبلورات قليلة. تبدأ المعارك فورًا عند إنشائها، بغض النظر عما إذا كان أو لم يكن لديها الحد الأقصى من اللاعبين (ومع ذلك، فإن العد التنازلي في مباراة موقوتة لا يبدأ حتى ينضم لاعب واحد على الأقل).
توجد إمكانية تخصيص الأسلحة والهيكل والألوان، كل نوع يتميز عن الأخر إما في نوع الطلقات أو سرعة الهيكل وقوة كل نوع، كما أن هناك 7 مستويات من كل نوع (Mk1،Mk2،Mk3،Mk4،Mk5،Mk6،Mk7) بحسب الشكل والقوة،
توجد إعدادات عند إنشاء خريطة تمكنك من تخصيص نوع الخريطة (حيث توجد أنواع كثيرة من الخرائط وأشكال متنوعة، كل خريطة تتميز عن خريطة أخرى بشيء معين، كما يمكنك اختيار الجو " الصيف، الشتاء، الليل [فضاء]") وعدد اللاعبين والوقت، كما أن المستخدمين الذين لديهم بطاقة تسمى بـ (Pro Battle) التي يجب شراؤها لديهم إمكانية أكبر في تخصيص الخريطة كاختيار الوقت أو عدد النقاط و الأعلام، وأنواع أخرى من المعارك. كما يوجد أيضا ست صناديق مميزة تسقط من الجو، كل صندوق لديه ميزة معينة تساعد ملتقطها بتقوية دبابته بعض الوقت، صندوق التسريع، تقوية الهجوم، تقوية الدفاع، صندوق المعالجة، صندوق الذهب حاوية، وتوجد أيضا بطاقة Premium Account حيث لمالكها بدخول معرك محترفين Parkour دون بطاقة Pro Battle وتضاعف جوائز معركة وتضاعف صناديق ذهب وتكسب لاعب لون رائع مؤقت.

## صناديق وإمدادات
توجد 8 صناديق تنزل من سماء تقوم بتقوية خزان:
1. طقم إصلاح: يقوم بإصلاح خزان بشكل كامل ما إن لم يتم تلقي ضرر أثناء إصلاح فهذا سيوقف عملية إصلاح.
2. مضاعفة حماية: يضاعف حماية خزان وهذا ما يؤذي إلى خفض ضرر أسلحة خصوم للنصف ويبقى تأثيره لمدة 30 ثانية
3. مضاعفة ضرر: يضاعف ضرر سلاح ملتقطه لمدة 30 ثانية.
4. تسريع: يزيد سرعة خزان بنسبة %40 ويبقى تأثيره لمدة 30 ثانية.
5. 10 بلورات: ينزل فقط في معارك رتب أولى وتكون مناطق نزول هي نفس مناطق نزول إمدادات أخرى (مضاعفة ضرر، مضاعفة حماية، تسريع)، ويمنح ملتقطه 10 بلورات و 10 نقاط خبرة.
6. صندوق ذهب: نسبة نزوله قليلة ولا تكون ظاهرة مناطق نزوله إلا عندما يكون على وشك نزول ويستغرق نزوله 10 ثانية ويمنح لملتقطه 1000 بلورة.
7. حاوية: له نفس خصائص صندوق ذهب، ويقوم بمنح ملتقطه حاوية يمكنه فتحها في مستودع.
8. صندوق نووي: يقوم بشحن سق:(بالإنجليزية: Overdrive)‏ خاص بملتقطه %100.

| إمدادات      | تأثير                    | وقت لتجهيز طقم إصلاح | وقت لتجهيز مضاعفة حماية | وقت لتجهيز مضاعفة ضرر | وقت لتجهيز تسريع | وقت لتجهيز لغم |
| ------------ | ------------------------ | -------------------- | ----------------------- | --------------------- | ---------------- | -------------- |
| طقم إصلاح    | إصلاح خزان بالكامل       | 30 ثانية             | 5 ثواني                 | 5 ثواني               | 0 ثانية          | 0 ثانية        |
| مضاعفة حماية | خفض ضرر خصوم للنصف       | 0 ثانية              | 30 ثانية                | 10 ثانية              | 5 ثواني          | 0 ثانية        |
| مضاعفة ضرر   | مضاعفة ضرر سلاح          | 0 ثانية              | 5 ثواني                 | 10 ثانية              | 5 ثواني          | 0 ثانية        |
| تسريع        | زيادة سرعة خزان %40      | 0 ثانية              | 5 ثواني                 | 5 ثواني               | 30 ثانية         | 0 ثانية        |
| لغم          | إسقاط لغم                | 0 ثانية              | 0 ثانية                 | 0 ثانية               | 0 ثانية          | 30 ثانية       |
| صندوق ذهب    | إسقاط صندوق ذهب في معركة | 0 ثانية              | 0 ثانية                 | 0 ثانية               | 0 ثانية          | 0 ثانية        |

## طلاء ولون
تعتبر الألوان عنصرا هاما ولايمكن إستئنافه، فإن الألوان تعتبر حماية فبعض الألوان تكون لديها قدرة على تخفيف ضرر سلاح معين مثل عصفور النار(بالإنجليزية: Firebird)‏ أو مثل مجمد(بالإنجليزية: Freeze)‏ وهناك ألوان لاتكون لديها قدرة على حماية دبابتك تلك التي تعتبر طلاءا وبغض النظر عن قوة بعض الألوان نرى أن لديها جمالا رائعا.
لا توجد فقط ألوان تشترى فقط في مستودع بل هناك ألوان مختلفة تشترى في متجر وهنالك أيضا ألوان تكتسبها وهناك ألوان تمنح من قبل حاوية.

## طائرات بدون طيار
الطائرات المسيرة هي من يساعدك في المعارك. إنها تعزز إحصائياتك وتعزز الإمدادات وتساعد في العديد من الطرق الأخرى. يمكن شراؤها مع بلورات في المرآب في قسم «الطائرات بدون طيار». يمكنك أيضًا ترقيتها من أجل جعل آثارها أكثر قوة.
لاستخدام الطائرة بدون طيار، تحتاج إلى تجهيزها، مثل أي معدات أخرى. ستظهر طائرة بدون طيار مجهزة في المعركة فوق دبابتك وستتبعك في كل مكان. سيتم تشغيل الطائرات بدون طيار تلقائيًا بعد حدث أو إجراء محدد في المعارك - لا تحتاج إلى تنشيطها بنفسك. بعد أن تصبح الطائرات بدون طيار التنشيط غير نشطة حتى يتم إعادة شحنها تلقائيًا.
تحتوي جميع الطائرات بدون طيار على معلمتين قياسيتين فوق ميزاتها الفريدة الخاصة بها: أضرار برج إضافية وحماية إضافية من الضرر الوارد. إذا تم تجهيز الطائرة بدون طيار وتنشيطها، فسيزداد الضرر الذي يحدثه خزانك، ويتم تقليل الضرر الذي يحدثه من خلال العدد (النسبة المئوية) المحددة في خصائص الطائرة. يمكن ترقية هذه المعلمات، والقيمة الأولية هي 1 ٪، والحد الأقصى هو 5 ٪ في حالة طائرة بدون طيار تمت ترقيتها بالكامل (باستثناء الطائرة بدون طيار الأساسية بروتوس، والتي تصل إلى 10 ٪).
- تصنيف وأنواع:

يتم تصنيف الطائرات بدون طيار إلى أربعة أنواع رئيسية: الهجوم - الذين يساعدون في الهجوم؛ دفاعي - الذين يساعدون في الدفاع؛ سلبي - الذين ليس لديهم أي من تأثيراتهم الفريدة؛ وأخيرًا، دعم الطائرات بدون طيار - الذي سيدعم لاعبًا في العديد من المواقف.

## Overdrive
هي قدرة بدن خاصة، والتي توفر ميزة في ساحة المعركة. لدى Overdrive عددًا من الاستخدامات الاستراتيجية، مثل تطهير قاعدة العدو بقنبلة Wasp، وحماية زملائك في الفريق باستخدام قبة Titan، والتقاط صندوق ذهبي به لا يقهر Mammoth، وغيرها الكثير. تتطلب هذه القدرة تخطيطًا وتقييمًا دقيقين للوضع من أجل الاستخدام الفعال. في المتوسط، سيتمكن لاعب واحد من فرض رسوم إضافية واستخدامه مرتين إلى أربع مرات في كل معركة مدتها 7 دقائق، اعتمادًا على مدى أدائه.
معلومات عامة
يحتاج Overdrive إلى الشحن إلى 100٪ قبل أن يتم تنشيطه
Overdrive ينشط قدرة بدن فريدة (اقرأ أدناه)
التهمة تتراكم تدريجيا من خلال اللعب.
متاح لجميع اللاعبين (مجندين وما فوق)
ينشط عن طريق الضغط على مفتاح Shift (يمكن تغيير المفتاح في الإعدادات)
لا تنفق اللوازم الخاصة بك
يمكن تمكينها أو تعطيلها في PRO Battles
معطل افتراضيًا في معارك التنسيق (باستثناء باركور)
يمكن شحنه على الفور إلى 100 ٪ عن طريق التقاط صندوق الإسقاط الطاقة النووية
يبدأ Overdrive بالشحن ببطء بعد انضمامك إلى المعركة. لا تؤدي الوفيات وتغيير الأسلحة إلى مقاطعة أو إعادة ضبط هذا الشحن المستمر. يمكنك تسريع عملية الشحن عن طريق كسب نقاط المعركة من قتل الأعداء، شفاء زملائك في الفريق مع Isida، والتقاط الأعلام والنقاط.
قائمة هال Overdrives
1. الزنبور* الزائد - N2 قنبلة

تسقط قنبلة تنفجر بعد 3 ثوانٍ وتتسبب في أضرار هائلة مع مساحة كبيرة من التأثير. القنبلة سوف تتجاهل الإمدادات النشطة للعدو عند التعامل مع الضرر.
تفاصيل
مواصفات
التأخير قبل الانفجار: 3 ثواني
ضرر الانفجار: 9999 حصان في مركز الانفجار، يتناقص مع المسافة
دائرة نصف قطرها الضرر: 25 مترا
التفاعل مع overdrives الأخرى
يمكن أن يقوم هنتر أوفردف بإلغاء تنشيط القنبلة.
إذا انفجرت القنبلة داخل القبة الواقية التي أنشأها العدو تايتان أوفردرايف، فسيتم تقليل أضرار القنبلة.
معلومة اضافية
القنبلة هي كائن غير ملموس وبالتالي لا تتداخل مع حركة الدبابات ولا يمكن تدميرها.
القنبلة لا تؤثر أو تتلف الأضرار التي لحقت الحلفاء أو نفسها عند سقوطها.
لا يتم إلغاء تنشيط القنبلة عندما يتم تدمير الدبابة التي أسقطتها أو تترك المعركة.
لا يؤثر وجود مضخمات الضرر (أي اللوازم والطائرات بدون طيار) في الخزان الذي يضبط القنبلة على الضرر الناجم عن القنبلة نفسها.
1. *الدبور الزائد - الكشفية الرادار

للسماح للفريق بأكمله برؤية القضبان الصحية وموقع دبابات العدو. بالإضافة إلى ذلك، يتجاهل خزان الوقود جميع دفاعات العدو مثل اللوازم ووحدات الحماية، مما يتسبب في تلفها بالكامل.
تفاصيل
مواصفات
المدة: 20 ثانية
التفاعل مع overdrives الأخرى
تستمر القدرة على العمل عندما يكون الخزان تحت سقيفة صياد العدو.
يعتبر التأثير الزائد لتيتان بمثابة دفاع ويتم تجاهله.
معلومة اضافية
الموت أو الخروج من معركة الدبابة التي طبقت هذا السحب الزائد ينهي قدرة نفسه وجميع حلفائه.
يمتد تجاهل الحماية إلى الضرر الناجم عن الاحتراق والألغام.
لا ينطبق تجاهل الحماية على الخزان الخاص بك عند تلقي الدفاع عن النفس.
1. *فايكنغ أوفردرايف - هائج مفاعل

يزيد بشكل كبير من أضرار برج ومعدل إطلاق النار. يستمر 7 ثوان.
تفاصيل
تقوم الخزان الذي ينشط Overdrive بإعادة تحميل بندقيته على الفور ويحقق زيادة ملحوظة في فعاليته. يتلقى كل سلاح مجموعة التأثيرات الخاصة به، بما في ذلك ما يلي:
- مجلة لانهائية / لقطات
- زيادة معدل النار
- زيادة مدى إطلاق نار
- زيادة الضرر / الشفاء
- زيادة قوة التأثير وخفض الارتداد
- تأثير خاص للقذيفة

بعض الأبراج ذات الميكانيكا الفريدة لها أيضًا مؤثراتها الخاصة:
- فولكان - بدء التشغيل الفوري / إيقاف برميل، وإزالة ارتفاع درجة الحرارة.
- تستمر تقدرة البرج على إلحاق ضرر أقل عند بدء الانهاك الشرطي بالعمل إذا تم تنشيط Overdrive أثناء إطلاق النار.
- Striker - تعطيل وضع إطلاق الصواريخ (يمكن فقط إطلاق الصواريخ الفردية)؛
- ماغنوم - يوقف تشغيل قدرة شحن الطاقة (تحدث كل طلقة بأقصى طاقة)؛
- رمح - تعطيل وضع القنص (يمكن فقط التقاط لقطات الممرات).

مواصفات
المدة: 7 ثواني
التفاعل مع أبعاد أخرى
يتم مقاطعة تأثير القدرة (ولكن لا يتوقف تمامًا) عندما تتعرض الدبابة لضربة زائدة من صياد العدو.
معلومة اضافية
يتم تعطيل القدرة عند تدمير الخزان.
يؤدي إيقاف القدرة لأي سبب من الأسباب إلى توقف قصير خلاله يتعذر على البندقية إطلاق النار.
سيكون تأثير القدرة على أي مقذوفات في حالة طيران أثناء تنشيط Overdrive.
تأثير Overdrive لا يؤثر على معدل درجة الحرارة.
قد تتغير تأثيرات التعديلات المجهزة طوال هذه القدرة.
1. *هنتر الزائد - نبض الكهرومغناطيسي

إلغاء تنشيط إمدادات العدو، وكذلك قنبلة دبور ومولد تيتان للقبة. يذهل أيضًا ويترك كل الأعداء داخل منطقة تأثيره غير متحرك.
تفاصيل
يقوم الصياد الذي يستخدم Overdrive بتنشيط تأثيرات سلبية معينة على جميع الأعداء داخل دائرة نصف قطرها معينة، كما يلي:
إنهاء الإمدادات؛
التغذية القسرية لجميع اللوازم؛
إعادة تعيين الأعلام والكرة؛
التصفير من الاستعداد لاطلاق النار (شحن القضبان، تهدف إلى الهدف سترايكر، واكتساب قوة ماغنوم)؛
الحجب المؤقت للحركة، تدوير البرج، إطلاق النار، إعادة التحميل، إطلاق التدمير الذاتي، تطبيق المستلزمات وتفعيل الحد الأقصى.
ما هذا overdrive لا يؤثر:
اعمل بطائرات بدون طيار الخاصة بك واحصل على تأثيرات إضافية من طائرات بدون طيار وغيرها من الأشخاص.
اختيار صناديق مع اللوازم؛
عملية التقاط نقطة في CP.
مواصفات
المدة: 2.7 ثانية
التأخير قبل التنشيط: 1.1 ثانية
المدى: 25 متر
التفاعل مع overdrives الأخرى
عندما يكون عدو يستخدم Overdrive داخل دائرة نصف قطرها للنبض الكهرومغناطيسي:
يقوم بإلغاء تنشيط القنبلة التي حددها الزائد من دبور العدو؛
إلغاء تنشيط مولد الحقل الوقائي الذي تم تثبيته بواسطة Overdrive من Titan Titan؛
يتم مقاطعة مؤقتا زيادة سرعة العدو من فايكنغ.
تم إيقاف السحب الزائد للعدو بشكل كامل؛
رادار الكشفية تفعيلها من قبل العدو هورنيت سوف تستمر في العمل؛
لن يحدث أي شيء في مجال قوة العدو الماموث الذي استخدم Overdrive.
معلومة اضافية
يؤثر Hunter's Overdrive على جميع دبابات العدو، بما في ذلك الطاغوت.
تدمير الخزان أثناء إعداد هذه القدرة يقطع تنشيطه تمامًا.

## أنواع الألوان
1. ألوان المتجر: هي ألوان لايمكن أن تكسبها من حاوية ولايمكن أن تشتريها من مستودع بل تشترى بمال حقيقي.
2. ألوان عروض متجر: بمناسبة بعض الأعياد تضاف عروض في متجر حيث تحتوي على بلورات وإمدادات ولون متحرك لايمكن كسبه إلا عن طريق شرائه ويكون كل ذلك في عرض واحد وبالتخفيض.
3. ألوان حاويات ضوء أزرق: حين تفتح حاوية ويظهر ضوء أزرق أحيانا يمكن أن يعطيك لونا لكن هناك نوعان يمكن أن يعطيك لون علم من بلدان عالم أو يمكنه أن يعطيك لون من مستودع فقط.
4. ألوان الحاويات ضوء بنفسجي: حين تفتح حاوية ويظهر ضوء بنفسجي يمكن أن يعطيك أحد ألوان التي لايمكن حصول عليها إلا من حاوية ويكون لون من الألوان الغير متحركة ولكنه يكون قويا.
5. ألوان الحاويات ضوء ذهبي: لا يمكن للضوء ذهبي أن يعطيك غير الألوان إلا شيئا واحدا وهو 300.000، ولكن إذا أعطاك لونا فعلم أنه سيكون لونا جميلا ومتحركا ولكن ليس له أي قوة.
6. ألوان الحاويات ضوء أحمر: إذا ظهر ضوء أحمر حين تفتح صندوق فعلم شيئا واحدا وهو أنك مخصوص فضوء الأحمر هو أندر الأضواء وأفضلهم فإذا لم يعطيك ما يرضيك فسوف يعطيك لونا متحركا جميلا وقويا يعني أنه يجمع بين ضوء البنفسجي وضوء ذهبي.
7. ألوان مميزة: هي لونان وهما محبوبان رغم أنهما لا يمتلكان أي قوة، أول هو لون حساب أقساط أو Premium Account يكسب فقط حين تعطيك حاوية بطاقة حساب أقساط أو تشتريها من متجر، وثاني هو لون TANKI ONLINE ويمنح اللاعبين الذين حققوا كل إنجازات وهو لون مصنوع من ذهب.

## حاوية وحاوية الأسبوع
إن حاويات لها دور أساسي في لعبة فبدونها لن تستطيع حصول على عدة أشياء، وهنالك حاويتان:
-حاوية الأسبوع: يمكن حصول عليها فقط من خلال إنجاز مهام الأسبوع،
كيفية فتحها: إنها لاتفتح بالصندوق تلو الآخر بل تفتح كل ماعندك، ولا تضاف أي جائزة أو شئ لفتحها معا.
محتواها: تعطيك قدرا من بلورات وأيضا من كل إمدادات سوى صناديق ذهب وعملات جديدة (يعتمد محتواها على رتبة)
-حاوية: يمكن حصول عليها من مهمات الأسبوع أو من تحدي أو التقاطها في معركة أو شرائها.
كيفية فتحها: يمكن فتح صندوق واحد أو خمسة صناديق أو خمسة عشر صندوقا.
محتواها: يعتمد فتح على أضواء وهي:
1. شائع:

```
-3500 بلورة
-125 مضاعفة قوة.
-125 ألغام.
-125 تسريع.
-125 مضاعفة حماية.
```

1. غير شائع:

```
-10.000 بلورة.
-125 طقم إصلاح.
-50 بطارية.
-5 صناديق ذهب.
-3 أيام من حساب مميز.
-100 من كل إمدادات (سوى صناديق ذهب والبطاريات).
```

1. نادر:

```
-25.000بلورة.
-250من كل إمدادات (عدى صناديق ذهب وبطاريات).
-10صناديق ذهب.
-150بطارية.
-لون من مستودع.
-لون أعلام.
-10 أيام من حساب مميز.
-إحدى دواعم خاصة بالأسلحة (نادر).
-إحدى دواعم خاصة بالدبابات (نادر). 
```

1. ملحم:

```
-100.000 بلورة.
-ألوان لقطات.
-إحدى ألوان التي لايمكن شرائها.
-إحدى دواعم خاص بالأسلحة (ملحم).
-إحدى دواعم خاصة بالدبابات (ملحم).
-داعم Adrenaline خاص بالأسلحة.
```

1. أسطوري:

```
-300.000 بلورة.
-لون رسوم متحركة.
```

1. غريب:

```
-1.000.000 بلورة.
-أحد جلود على سبيل مثال XT أو PR.
```

## تأثيرات النار
1. عصفور النار (بالإنجليزية: Firebird)‏:

- افتراضي: شكل كلاسيكي الناقلات التي لاتهتم بمستحضرات التجميل، ولكن فقط حول ضرب دروع عدو.
- قرمزي: هذا لون قرمزي مثل لون غضبك في معركة.
- وردي: ودري…لتترك أعدائك محمضا تماما مثل شريحة لحم مطبوخة متوسطة حجم.
- أسود: هذا لون أسود مثل لون خزان عدو بعد تفجيره.
- رواسب: حصلت على وظيفة طلاء ساخنة؟ أنت الآن بحاجة إلى تسديد لون على قدم مساوات للذهاب معها. هاهو.

1. مجمد (بالإنجليزية: Freeze)‏:

- افتراضي: شكل كلاسيكي الناقلات التي لاتهتم بمستحضرات التجميل، ولكن فقط حول ضرب دروع عدو.
- قمر المظلم: قمر المظلم غالبا ما يكون فأل سيء، يجب أن يشعر أعدائك بنفس شعور عند قدومك.
- برد: إجعل أعدائك يرتجف قبل أن يشعروا برذاد التجميد.
- سام: الموقف السام تحصل على محظورة، لكنه بخير تماما للدبابات الخاصة بك لنشر السمية مكطنم.
- ثلج: تبدو معركة كرة ثلج وكأنها متعة…لكن معركة ستكون أشبه بانهيار.

1. إيسيدا (بالإنجليزية: Isida)‏:

- افتراضي: شكل كلاسيكي الناقلات التي لاتهتم بمستحظرات التجميل… ولكن فقط حول ضرب دروع العدو.
- نار: إن قلل من شأنك الأعداء…فجعلهم يدركون خطأهم بلعق النار.
- الشمس دافئة: الشمس الدافئة…إنها تعطي الحياة، سوف يحرقك أيضا إلى هش إذا كنت تأخذه بشكل خفيف جدا.

1. توأم (بالإنجليزية: Twins)‏:

- افتراضي: شكل الكلاسيكي الناقلات التي لاتهتم بمستحضرات التجميل، ولكن فقط حول ضرب دروع العدو.
- سماء: قد لا تتساقط السماء، لكن لقطات يحب أن تجعل أعدائك يركضون لغطاء.
- قمر المظلم: قمر المظلم وغلبا ما يكون فأل سيء، يحب أن يشعر أعدائك بنفس شيء عند وجودك.
- مرجان: قد تبدو شعاب المرجانية، لكنها تشبه سكين، يجب أن تكون لقطات هي نفسها.
- ذهب: إجعلها تمطر ذهب…اللقطات، وليس صناديق، أعطهم ما يستحقون.
- بنفسجي: يحب أن يكون لون مشؤوم من لقطات خاصة بك رسالة واضحة لأعدائك أنك لاتعبث بها.
- كهرباء: أخبر أعدائك أنهم في حالة صدمة عندما يقابلونك في ساحة معركة.

1. ريكوشيت (بالإنجليزية: Ricochet)‏ :

- افتراضي: الشكل الكلاسيكي الناقلات التي لاتهتم بمستحضرات التجميل، ولكن فقط حول ضرب دروع العدو.
- ذهب: إجعلها تمطر ذهب…اللقطات، وليس صناديق، أعطهم ما يستحقون.
- قرمزي: هذا لون قرمزي مثل لون غضبك في معركة.
- سام: الموقف السام تحصل على محظورة، لكنه بخير تماما للدبابات الخاصة بك لنشر السمية مكطنم.
- أكوا:Aqua…Latin «الماء» سائل قابل التكثيف، لكنه مدمر بشكل لايصد عند تطبيقه مع تركيز، تماما مثل اللقطة.
- كهرباء: أخبر أعدائك أنهم في حالة صدمة عندما يقابلونك في ساحة معركة.
- رواسب: حصلت على وظيفة الطلاء الساخنة؟ أنت الآن بحاجة إلى تسديدة اللون على قدم المساواة للذهاب معها، ها هو!
- البنفسجي: يجب أن يكون اللون المشؤوم من اللقطات الخاصة بك رسائل واضحة لأعدائك أنك لا تعبث بها.

## قتل فردي (DM)
يعتبر وضع قتل فردي (يُعرف أيضًا باسم DM (وضع dm)) هو أقدم وضع للمعركة في اللعبة. إنها طريقة لعب ديناميكية وعالية الكثافة تتضمن عقلية إستراتيجية. وهي ليست بأي حال من الأحوال، في مواقف معينة، أدنى من التنسيقات الأخرى مثل «التقاط العلم» أو «نقاط التحكم» من الناحية الربحية والتكتيكية. الهدف هو تدمير أكبر قدر من الدبابات في الوقت المخصص. على عكس أوضاع معركة الفريق الأخرى، هنا، يمكنك الاعتماد فقط على مهاراتك الخاصة. بعض المصطلحات الشائعة التي يستخدمها اللاعبون هي «سلام» أو «فريق» للإشارة إلى أن لديك تحالفًا غير رسمي مع هذا اللاعب، مع اتفاقية أنك لن تقتل بعضها البعض.
وصف
في وضع Deathmatch ، على عكس أوضاع معركة الفريق ، كل شيء يعتمد عليك. ينمو صندوق المعركة بشكل أسرع مما هو عليه في CTF و TDM ، حيث لا تحتاج إلى الذهاب إلى موقع معين للعثور على أعداء ؛ انهم في كل مكان. في معظم الخرائط ، يمكنك فتح النار مباشرة من نقطة الولادة. Deathmatch هو أبسط وضع معركة وأكثر موثوقية عندما يتعلق الأمر بكسب البلورات. يمكن أن تكون المعركة محدودة إما بالوقت أو بعدد القتلى (الهشاشة).

## قتل جماعي
Team Deathmatch (تُختصر TDM) هي معركة جماعية. وهو في الأساس ما يعادل وضع Deathmatch، باستثناء انقسام اللاعبين إلى فرق، بدلاً من أن يكونوا بمفردهم. الهدف هو تدمير المزيد من الدبابات من الفريق المنافس. المعارك محدودة إما بعدد عمليات القتل (100 عملية قتل في معركة عادية) أو حسب الوقت (10 دقائق في معركة عادية).
وصف
في TDM، تشبه ميكانيكا المعركة وضع Deathmatch. الفرق الوحيد هو أن اللاعبين هنا يعملون في فرق. الهدف هو تدمير المزيد من الدبابات من الفريق المنافس. كل عضو في الفريق مسؤول عن النتيجة، حيث أن النتيجة النهائية للمعركة تعتمد على مدى جودة اللعب ومدى حرصه.
يحصل الفريق على نقطة واحدة لعدد القتلى لكل دبابة مدمرة. يحصل اللاعبون الفرديون على 10 نقاط من نقاط EXP و15 نقطة من نقاط معركتهم عن كل عدو يدمرونه بمفردهم، بينما يحصل لاعبان أو أكثر ممن ساعدوا في القتل على 5 نقاط من مجموع نقاط المعركة و5 نقاط من نقاط EXP. في حالة التدمير الذاتي، لا يحصل الفريق المنافس على أي نقاط، وهذا عامل مهم في وضع اللعب هذا.
أول ما تحتاج إلى وضعه في الاعتبار هو الحفاظ على نسبة D / L أعلى من 1. إذا كان كل لاعب في الفريق يدمر عددًا أكبر من الدبابات مقارنة بعدد المرات التي يقتل فيها، يكون النصر مضمونًا.
أيضًا، على عكس وضع Deathmatch، توجد نقاط تفرخ اللاعبين في قواعدهم. لبدء القتال، تحتاج إلى الذهاب إلى وسط الخريطة، أو حتى إلى قاعدة الفريق المنافس. نتيجة لذلك، فإن كمية القتل أقل بكثير من تلك الموجودة في DM الكلاسيكية.
عادةً ما يكون اللاعبون الأكثر فاعلية في TDMs هم المعسكرون الذين يستخدمون أبراج طويلة المدى مثل Magnum وStriker وRailgun و/ أو Shaft، حيث إنهم قادرون على تجميع عمليات القتل دون أن يقتلوا كثيرًا.

## سيطرة على نقاط
نقاط التحكم (الملقب. CP (Cp mode.png)) هي وضع معركة فريق. انها غير عادية إلى حد ما. الهدف من هذا الوضع هو التقاط النقاط (المواقع المحددة في الخريطة) لحيازتها، والتي تكافئ الفريق واللاعبين بالنقاط. المعارك محدودة بعدد النقاط (50 فريق نقاط CP في معركة قياسية) أو الوقت (7 دقائق في معركة قياسية).
وصف
تقاتل الفرق من أجل السيطرة على نقاط معينة على الخريطة. يحصل الفريق على نقاط عندما تكون النقطة تحت سيطرته ويخسر نقاطًا عندما تكون النقطة تحت سيطرة العدو. كلما زاد عدد النقاط التي تم التقاطها، زاد عدد نقاط النقاط التي حصل عليها الفريق ونقاط النقاط الأقل التي يخسرها الفريق. الفائز هو الفريق صاحب أكبر عدد من النقاط. نقاط تفرخ الفريق قريبة من قواعدهم. هناك استثناءات نادرة.
من أجل الاستيلاء على نقطة العدو بنجاح، من الضروري إنشاء ميزة عددية صغيرة على الأقل على الفريق المنافس في تلك المرحلة. عندما تبدأ المعركة، تحتاج إلى التقاط أكبر عدد ممكن من النقاط المحايدة. على الخرائط الكبيرة ذات 5-7 نقاط، يكفي إرسال لاعب واحد لالتقاط أقرب النقاط. في الوقت نفسه، يجب أن يبدأ اللاعبون الآخرون في التقاط النقطة التالية في أزواج.
يعطي النجاح في الحصول على نقطة محايدة ثالثة على خريطة من 5 نقاط للفريق ميزة كبيرة، من الناحية الاستراتيجية والنفسية. عادة، هناك عدد فردي من النقاط في الخريطة، لذلك من أجل الفوز، يكفي التقاط نقطة واحدة أكثر من الفريق الآخر.
ثم، جنبا إلى جنب مع زملائك في الفريق، يجب أن تحاول طرد العدو من النقاط المتبقية، وقفلها داخل قاعدتهم الخاصة. تجدر الإشارة إلى أنه في وضع CP، يلعب كل عضو في الفريق دورًا مهمًا للغاية. عادة، يبدأ الفريق الذي يضم عددًا أقل من اللاعبين، أو مع لاعبين غير قادرين على العمل معًا، في الخسارة بسرعة. تتضمن بعض المصطلحات الشائعة الاستخدام «الالتقاط» و«تحييد» و«الاسترداد». يتطلب التقاط نقطة ما اكتسابها عن طريق البقاء بالقرب منها لفترة طويلة بما فيه الكفاية يتحول لونها إلى اللون الأزرق أو الأحمر تمامًا (أيهما الفريق الذي تعمل عليه. تحييد النقطة يكون عندما تظهر النقطة باللون الرمادي - لا يوجد فريق يملكها. تتضمن النقطة أولاً تحييد النقطة التي تم الاستيلاء عليها من قبل الأعداء، ثم الاستيلاء عليها للاستحواذ على فريقك.

## القبض على العلم
Capture the Flag (يُعرف أيضًا باسم CTF (Ctf mode.png) هو وضع المعركة الأساسي في اللعبة، وهو تنسيق كلاسيكي لا يعرف الكلل وازدهر منذ سنوات، والهدف هو أخذ العلم من قاعدة العدو والاستيلاء عليها في قاعدتك، دون إذا قُتلت أثناء حيازتك للعلم ولم يتمكن أي شخص آخر من التقاط العلم قبل أن يعيده عدو، يجب أن تبدأ من جديد. المعارك محدودة إما عن طريق الالتقاط (7 أسر في معارك عادية) أو حسب الوقت (10 دقائق في المعارك القياسية).
وصف
يتم تقسيم اللاعبين إلى فريقين. الهدف هو أخذ علم العدو والتقاطه، ومنع الفريق المنافس من الاستيلاء على علمك. إذا أخذت العلم ثم قتلت، فستخسره وتُسقط العلامة في المكان الذي قتلت فيه. ومع ذلك، يمكن لزملائك في الفريق استعادته والاستمرار. إذا لمست العلم دبابة العدو، فإنه يعود تلقائيًا إلى حامل العلم (بشكل عام في قاعدة الأعداء). الأمر نفسه ينطبق على علم فريقك. لالتقاط العلم، تحتاج إلى رفع علم العدو وإحضاره إلى علمك. لكي يكون الالتقاط ناجحًا، يجب أن يكون علمك في قاعدتك. يذهب النصر إلى الفريق الذي حصل على أكبر عدد من الأعلام في نهاية المباراة، أو الذي يصل إلى الكمية المستهدفة من الأسر المحددة في إعدادات المعركة.
يعتمد مقدار البلورات التي تحصل عليها في نهاية المعركة على درجاتك. ومع ذلك، فإن الفريق الفائز يحصل على جزء أعلى من الصندوق، وهذا يتوقف على النتيجة النهائية. يمكنك الحصول على نقاط لالتقاط (أو المساعدة في التقاط) العلم، وتدمير أو إتلاف الأعداء وشفاء زملائهم في الفريق (ممكن فقط مع Isida). في كل مرة تلتقط فيها علمًا، تحصل على ما يقرب من 10 نقاط خبرة و50 نقطة من نقاط المعركة. إرجاع العلم يمنحك 10 نقاط لدرجة معركتك مع 5 نقاط EXP.
معركة CTF محدودة بالوقت، أو بواسطة عدد محدد من الأعلام التي تم التقاطها. هذا هو الوضع الأكثر شعبية في Tanki Online. هذا الوضع ليس مربحًا مثل وضع Deathmatch عندما يتعلق الأمر بكسب البلورات (هنا، يعتمد الكثير على العمل الجماعي)، ولكن بسبب المكافأة EXP على العرض لالتقاط الأعلام وإعادتها، فإن صندوق المعركة ينمو بأسرع ما في معارك DM.
وصفة النجاح في معارك CTF بسيطة. بدلا من تدمير دبابات العدو ببساطة، إيلاء المزيد من الاهتمام للأعلام. وبالتالي، من خلال التقاط الأعلام وإعادتها، وتدمير أولئك الذين يحاولون أخذك، لن تكون مفيدة للغاية لفريقك فحسب، بل ستحقق أيضًا نقاطًا أكثر بكثير من مجرد تدمير آلات العدو.

## إعتداء
Assault (المعروف أيضًا باسم ASL (ASL mode.png) هو تنسيق على شكل اندماج، وهو متاح حاليًا فقط للعب في خرائط ومعارك Matchmaking. ويمنع الوضع تشابهًا قويًا مع كليهما، CTF وCP. تنقسم الفرق إلى فريقين، كل منهما مهمة بأدوار مختلفة: المعارك محدودة إما بعدد نقاط الالتقاط (100 نقطة فريق في معركة منتظمة) أو حسب الوقت (10 دقائق في معركة عادية).
وصف
وضع الاعتداء لا يشبه أي وضع آخر في اللعبة - فهو يجمع بين العنصر الاستراتيجي لالتقاط الأعلام والإعدادات الدفاعية لنقاط التحكم. ينقسم اللاعبون إلى فريقين، أحدهما يأخذ العلم من قاعدته ويحاول الاستيلاء عليها من خلال القيادة أو ضرب «نقاط الالتقاط» المحددة في الخريطة. هدف الفريق المدافع هو منع المهاجمين من تسليم العلم بنجاح. يتلقى فريق الدفاع نقاط خبرة لتدمير دبابات العدو (على غرار TDM).
يتطلب التقاط العلم بنجاح الكثير من العمل الجماعي والمهارة والتوقيت. يجب على اللاعبين محاولة الهجوم معًا، واستخدام Overdrives الخاصة بهم ومحاولة الذهاب في اللحظة المثالية - مثل حالة وفاة مدافع عنيف أو انخفاض مستوى فريق الدفاع بأكمله.
يجب على المدافعين محاولة تدعيم قاعدتهم عن طريق زرع الألغام، والبقاء سويًا واستخدام أجسام ثقيلة لمنع الوصول إلى نقطة الاستيلاء. الهدف العام لهذا الوضع يجعله يعتمد على الإستراتيجية ويتطلب الكثير من الجهد للفوز، وهو شيء لا يمكن أن يأتي فقط من الإمدادات والمهارات الشخصية. اعمل معًا، اعتن بزملائك في الفريق واكتشف طريقك نحو النصر!

## طاغوت منفرد (SJR)
الطاغوت «دبابة السوبر» يتكون من برج المنهي والبدن الطاغية. Terminator عبارة عن برج خاص به القدرة على إطلاق النار باستخدام وضعين مختلفين. باستخدام البراميل المزدوجة الطويلة، يمكن أن ترسل رشقات نارية مركزة من الطاقة تخترق الدروع على دبابات العدو وتتسبب في أضرار من الداخل إلى الخارج. إذا لم تكن التأثيرات الرائعة أمرًا مستحيلًا، فيمكن لـ Terminator أيضًا نشر نظام إطلاق الصواريخ الخاص بها من الجانبين، وإغلاق الأعداء بالليزر وإطلاق النار على ستة صواريخ.
الطاغوت تانك
كما ذكرنا سابقًا، يتكون Juggernaut من برج Terminator - والذي يعتمد على الأبراج Railgun وStriker. من ناحية أخرى، فإن الهيكل، Juggernaut، يصنع كمًا هائلاً من نقاط الضرب بينما لا يزال قادرًا على القيادة بسرعة أكبر من أي بدن خفيف مطور بالكامل.
خصائص فريدة
يعتمد مستوى الترقيات الدقيقة ومستوى التعديل دائمًا على مستويات المشغل الذي يتحكم في Juggernaut.
يستخدم الطاغوت نفس الطلاء وحماية الوحدات التي كانت على خزان العادية للاعب أن الآن تجريب ذلك.
برج Juggernaut لديه نوع ضرر فريد، لا يمكن حمايته من استخدام حماية Railgun وStriker.
الطاغوت لديه أبعاد اللون الأرجواني. عند تفعيلها، سوف Juggernaut دفع بعيدا وإطلاق الدبابات القريبة في الهواء.
يتم إعادة شحن Overdrive بشكل أسرع من الأجسام المعتادة، ويكون الشفاء منه أكثر فعالية.
لا يمكن للاعب الذي يتحكم في الطاغوت استخدام الإمدادات من المرآب، بما في ذلك المناجم. الاستثناء الوحيد هو صناديق الذهب .
مكافآت Double Damage وDouble Armor وSpeed Boost نشطة دائمًا على Juggernaut.
اختيار صناديق الإمداد باستخدام Double Armor وDouble Damage وSpeed Boost لن يكون له أي تأثير على Juggernaut. الاستثناء الوحيد هو مربع إصلاح كيت.
لا يمكن للاعب الذي يتحكم في Juggernaut استخدام الطائرات بدون طيار، مما يعني أنه لن يتم استخدام البطاريات أثناء اللعب على أنها Juggernaut.
يستطيع الطاغوت أن يقتل بسهولة أي دبابة، بما في ذلك الأسود والذئاب وخاصة الدببة.

## فريق طاغوت (TJR)
على غرار وضع الطاغوت ولكن هناك الآن اثنان! تتحكم ناقلة واحدة في كل فريق في خزان Juggernaut الفريد. عندما يتم تدمير Juggernaut ، تذهب الدبابة الخارقة إلى زميلها التالي الذي ذهب لإعادة الحياة (باستثناء أولئك الذين يدمرون أنفسهم). يحصل الفريق على نقطة واحدة مقابل كل تدمير لطاغوت العدو. تتمثل مهمة كل فريق في تدمير العدو الطاغوت أكثر من مرة يقوم بها العدو. المعارك محدودة إما ببعض النقاط أو بالوقت.
يتكون الطاغوت من برج Terminator و Hull Juggernaut، ومن هنا جاء اسم الوضع. Terminator هو برج خاص يمتلك القدرة على إطلاق النار بوضعين مختلفين. باستخدام البراميل المزدوجة الطويلة ، يمكن أن ترسل رشقات نارية مركزة من الطاقة تخترق دروع دبابات العدو وتسبب الضرر من الداخل إلى الخارج. إذا لم تكن التأثيرات الرائعة هي الشيء الذي تفضله ، فيمكن لـ Terminator أيضًا نشر نظام إطلاق الصواريخ من الجانبين ، والتثبيت على الأعداء باستخدام الليزر وإطلاق صاروخ يتكون من ستة صواريخ.

## الركبي (RGB)
لعبة الركبي (aka. RGB وضع RGB) هي لعبة تفاعلية. الهدف في لعبة الركبي هو بشكل أساسي التقاط كرة الركبي وتسليمها إلى هدف فرق العدو، وكذلك منع العدو من الاستيلاء على الكرة في المقابل وتسليمها إلى هدفك. المعارك محدودة إما بالأهداف (7 أهداف في المعارك القياسية) أو بالوقت (10 دقائق في المعارك القياسية).
وصف
في لعبة الركبي، يوجد لاعبان في فريقين، الأحمر والأزرق.
dropzone للكرة
كرة الركبي هي الهدف الرئيسي لمعارك RGB. سيتم إسقاطه في منتصف الخريطة في منطقة تم تحديدها عشوائيًا. كل خريطة لديها عدد مختلف من dropzones. عندما تبدأ اللعبة، يكمل الفريق الالتقاط، أو تخرج الكرة من حدود الخريطة وتدمر الكرة بنفسها مع تفرخها في الهواء فوق إحدى المناطق المتساقطة وتبدأ في الهبوط ببطء على الأرض على المظلة. اللاعب الذي يمس الكرة أولاً سيحصل عليها. سيخسر اللاعب الكرة في حالة حدوث أحد الأحداث التالية:
يضغط اللاعب على المفتاح F(أو المفتاح المرتبط بإسقاط العلم)، ثم يتم إلقاء الكرة في الهواء بعيدًا عن خزان الوقود.
يتم تدمير اللاعب أو التدمير الذاتي. ثم ستبقى الكرة حيث تم تدمير اللاعب.
يسجل اللاعب هبوطًا، وفي هذه الحالة سوف تفرخ الكرة في إحدى المناطق المنسدلة.
والهدف من المعركة هو تسجيل هبوط وعدم السماح للعدو بإكمال أي هبوط. لإكمال الهبوط لفريقك، يجب عليك التقاط الكرة والتقاطها، ثم الوصول إلى قاعدة الأعداء ولمس الهدف (إذا كنت في الفريق الأزرق، فانتقل إلى الهدف الأحمر والعكس صحيح). رمي الكرة على الهدف لن يسجل هبوطًا، يجب عليك التقاط الكرة ولمس الهدف بالدبابة. إذا أكملت الالتقاط، فسيظهر النص التالي في الجزء العلوي من الشاشة < سجل فريق Red / Blue الهدف
عندما تكون في موضع الكرة Fويتم الضغط على مفتاح «علم الهبوط» القياسي، سيتم إلقاء الكرة في الهواء بعيدًا عن خزان الوقود بطريقة تعتمد على اتجاه البرج ونزمته، وسوف ترتد من أي العقبات. بهذه الطريقة، يمكنك تمرير الكرة فوق عائق منخفض أو دبابة عدو.
لعبة الركبي لتدمير الذات
إذا خرجت الكرة عن الحدود التي يمكن الوصول إليها من الخريطة، أو لم يتم التقاطها من قبل أي لاعب لأكثر من 30 ثانية، فسوف تدمر الكرة نفسها بنفسها وتبدأ عملية التفريخ في منطقة هبوط.

## حصار (SGE)
يتقاتل فريقان ضد بعضهما البعض للحصول على نقطة واحدة في كل مرة. يجب على الفريق الاحتفاظ بنقطة ما والسيطرة عليها وإبعاد الأعداء عنها بأي ثمن. بمجرد أن يلتقط الفريق النقطة ، سوف ينتقلون ويلتقطون النقطة التالية. سيتم إيقاف تشغيل النقطة الملتقطة وسيتم تشغيل نقطة عشوائية جديدة. الفريق الذي حصل على أكبر عدد من النقاط يفوز.

## الوحدات
```
هي عناصر خاصة للدبابات، والغرض منها هو حماية آلة الحرب الخاصة بك من نيران العدو. ليس للوحدات النمطية تأثير مرئي أو نسيج على خزانتك، ومع ذلك، إذا قمت بالضغط مع الاستمرار على المفتاح Rأو Vفي المعركة، يمكنك معرفة أنواع الحماية التي يستخدمها خصومك في وحدتهم، وكذلك بالضبط مقدار الحماية التي يقدمونها. يمكنك فقط استخدام واحد أو ثلاثة من الحماية في وحدة نمطية على خزان الوقود في وقت واحد، ولكن لا شيء يمنعك من تغيير الحماية (وكذلك أي جزء آخر من الدبابة) في منتصف المعركة لحماية نفسك بشكل أفضل من أسلحة خصومك.
```

في المرآب، تتوفر أربعة عشر وحدة للشراء، مع كل وحدة توفر الحماية من برج واحد محدد. كما هو مذكور أعلاه، يمكنك دمج ما يصل إلى ثلاثة أشكال حماية لإنشاء «وحدة نمطية مخصصة» من اختيارك ثم استخدامها في معركة.
ميكانيكية الوحدة
وحدات العمل عن طريق الحد من الأضرار الواردة. من المفيد أن تتذكر ذلك في المعارك، إذ إن كنت تطلق النار على عدو بعيدًا وترى أنك تتعرض لأضرار أقل، فعادةً ما يعني ذلك، أن العدو يستخدم وحدة نمطية مع الحماية من برجك و/ أو مورد Double Armor، إلا إذا كنت تستخدم بندقية مثل الرعد، والتي تتعرض لأضرار أقل على مسافات أكبر.
تعمل الوحدات النمطية على تقليل جميع أنواع الأضرار الناتجة عن الأبراج، بما في ذلك الأضرار التي تلحق بالبرج. يشمل ذلك أيضًا التلف الذاتي من برجك، لذلك يُنصح بتزويد وحدة ما بحماية من البرج الخاص بك إذا كان بها ضرر كبير بالرش (مثل ماغنوم). أيضًا، ضع في اعتبارك أن وجود وحدة Isida مجهزة لا يقلل من فعالية Isidas الصديقة عند إصلاح الخزان.
تحسينات الوحدة
جميع الوحدات لديها أربعة تعديلات، لكل منها مقدار ثابت من المقاومة عند الترقية بالكامل، يتحمل كل تعديل قيمة الحماية للطبقة التالية، في حين أن الحد الأقصى للحماية الذي يمكن تحقيقه هو 50٪ ، يتم الحصول عليه عند ترقية وحدة Mk7 بالكامل.
| إسم وحدة               | حماية من سلاح     | نسبة حماية Mk1 | نسبة حماية Mk2 | نسبة حماية Mk3 | نسبة حماية Mk4 | نسبة حماية Mk5 | نسبة حماية Mk6 | نسبة حماية Mk7 | نسبة حماية Mk7+ |
| ---------------------- | ----------------- | -------------- | -------------- | -------------- | -------------- | -------------- | -------------- | -------------- | --------------- |
| ثعلب                   | حماية من Firebird | %5             | %10            | %15            | %20            | %25            | %30            | %35            | %50             |
| فرو الغرير             | حماية من Freeze   | %5             | %10            | %15            | %20            | %25            | %30            | %35            | %50             |
| الأسلوت حيوان الأمريكي | حماية من Isida    | %5             | %10            | %15            | %20            | %25            | %30            | %35            | %50             |
| صقر                    | حماية من Railgun  | %5             | %10            | %15            | %20            | %25            | %30            | %35            | %50             |
| قرش                    | حماية من Volcan   | %5             | %10            | %15            | %20            | %25            | %30            | %35            | %50             |
| ذئب                    | حماية من Hammer   | %5             | %10            | %15            | %20            | %25            | %30            | %35            | %50             |
| الأسد                  | حماية من Ricochet | %5             | %10            | %15            | %20            | %25            | %30            | %35            | %50             |
| دولفين                 | حماية من Smoky    | %5             | %10            | %15            | %20            | %25            | %30            | %35            | %50             |
| Orka يقدم              | حماية من Striker  | %5             | %10            | %15            | %20            | %25            | %30            | %35            | %50             |
| أشيب                   | حماية من Thunder  | %5             | %10            | %15            | %20            | %25            | %30            | %35            | %50             |
| نمر                    | حماية من Twins    | %5             | %10            | %15            | %20            | %25            | %30            | %35            | %50             |
| بومة                   | حماية من Gauss    | %5             | %10            | %15            | %20            | %25            | %30            | %35            | %50             |
| نسر                    | حماية من Shift    | %5             | %10            | %15            | %20            | %25            | %30            | %35            | %50             |
| خلد                    | حماية من ماجنوم   | %5             | %10            | %15            | %20            | %25            | %30            | %35            | %50             |
| عنكبوت                 | حماية من لغم      | %5             | %10            | %15            | %20            | %25            | %30            | %35            | %50             |

## المدافع أو الأسلحة
تلعب الأسلحة دورا هاما في لعبة تانكي أون لاين، سيؤثر نوع البندقية الذي ستختاره بقوة على أسلوب لعبك، سواء كانت هجمات عدوانية سريعة أو إطلاق النار من مواقع محمية.
بالإضافة يمكن ترقية السلاح الذي يعجبك، جميع الأسلحة لديها سبعة تعديلات من الأضعف إلى الأقوى (من Mk1 إلى Mk7) وفقا لذلك إن سعر مبتدئ ليس عاليا، يمكن تجربة تكتيكات أكثر شعبية في صفوف المبتدئين دون الحاجة لإنفاق البلورات، يمكن شراء بناديق وتعديلات خاصة فقط من خلال رتبة معينة، من المهم أن تعرف أن لبعض الأسلحة نطاق أقصى على مسافات الأكثر من هذا المدى، قد لا تتسبب هذه الأسلحة في ضرر عند الإطلاق إذا كانت مسافة أكبر من نطاق الضرر الأقصى.
- المدخنة («المدخنة») (بالإنجليزية: Smoky)‏ سلاح متوسط المدى، يمكن أن تتعامل بشكل عشوائي لزيادة الضرر، سلاح عالمي مع إعادة تحميل سريعة.

سلاح الدبابات الأسطورة، أدلى شعبية في نطاق واسع من قبل وبأسعار معقولة وبسيطة للحفاظ عليه، تثبيثه على دبابة السريعة ومنزلقة بين الأعداء كما يقوم بتدمير كل دبابة على حدى، من الجيد أن تعرف أن قوة هذا سلاح تنخفض تبعا للمسافة، وفي هذه المناسبات تكون حمولة هذا سلاح ذات جولات شديدة الانفجار، فعال على أي مسافة، حتى الآن لم يتمكن أحد من تحميل الطلقات إلى الآلية بشكل صحيح، وبذلك كلما تقوم بإطلاق النيران من المستحيل معرفة أي جولة ستستخدمها، ولكن من الناحية الأخرى لن يعرف الأعداء أي مفاجئة ضخمة ستضربهم من بعيد.
- عصفور النار («قاذف اللهب») (بالإنجليزية: Firebird)‏ سلاح قريب المدى، يضع الأعداء على النار، والتعامل مع ضرر مع مرور الوقت يفك الدبابات، لديه قدرة وقود محدودة، والتي تتعافى مع مرور الوقت.

في شوارع مدينة الضيقة، عندما تبدو معركة أشبه بمزرعة النمل، ليس هناك سلاح أفضل من عصفور النار، السلاح المثالي للمناطق المحدودة مع عدم وجود منطقة للمناورة، رائعة بنفس قدرة على وضع الدبابات الثقيلة والبيئة على النار وتشق الأجسام الخفيفة السريعة، من خلال نشر الوقود بعناية على الأهداف المتعددة، حتى كمية قليلة من الوقود تكون كافية لإضاءة عدو اللامبالي، حتى تتمكن من البحث عن هدف جديد وينتصر العدو المحترق من تلقاء نفسه، مالم يكن بالطبع ليخمده أحد زملائه بالفريز.
التوأم (بالإنجليزية: Twins)‏ سلاح مزدوج ماسورة مع مجموعة صغيرة لديه سرعة الإطلاق سريعة جدا ولكن طبقاته بطيئة، يمكن الانفجار من طلقاته أن يلحق ضررا بنفسه، كن حذرا جدا أثناء استخدام سلاح في أماكن قريبة.
حريق سريع ومضاعف برميل البلازما سوف يحول عدوك لوعاء من المعدن في أي وقت من الأوقات، يعتبر هذا سلاح مثاليا للقتال الديناميكي على مدى متوسط وقريب، لكن بسبب طلقات بلازما غير مستقرة يجب تجنب إطلاق سلاح قريبا من هدف، بدون تدابير السلامة يمكن بسهولة تذويب خزان خاص بك، تم تصميم نظام تبريد لأجهزة شحن بلازما وإعادة الشحن المكثف بحيث لا يمكن إثباته، حيث تمكن بعض اللاعبين من وضع دبابات المشكوك فيها على محرك إطلاق النار دون توقف، وبفضل ذلك يصف بعض خبراء صوت إطلاق هذا سلاح كعامل ضار إضافي، والذي لايزعج أعداء فقط بل حتى زملاءه في فريق.
- إيسيدا (بالإنجليزية: Isida)‏ سلاح قريب المدى باعث، يمكن أن يلحق ضرر بهدف واحد فقط ويمكنه إصلاح دبابات المتحالفة ولديه قدرة طاقة محدودة، والتي تعيد شحنها بعد مرور الوقت.

```
أعطت الأبحاث الفيزيائية الكوانتية وتكنولوجيا النانو مجموعة رائعة من القدرات إلى آلة لحام بسيطة ومباشرة من المصنع إن 
قلب
 هذا السلاح العجيب الجديد هو مولد نانوبوت، قادر على تكرار أو تدمير بنية أي مادة غير عضوية، يسمح مرسل الباعث على السلاح بنقل كتلة النانو داخل القنوات المغناطيسية على مسافة عشرات من الأمتار، التعرف بسرعة على أهداف وتفكيك دروع أو إصلاح حلفاء ببطء باستخدام Nanobots، وبهذه الطريقة يمكنه تعامل مع أضرار كبيرة للأعداء وإصلاح الحلفاء، وهو أمر مهم بشكل خاص في معارك الفريق لسوء الحظ إصلاح خزان الوقود الخاص به غير ممكن.
```

```
رعد
 
(
بالإنجليزية
: 
Thunder
)‏
 سلاح متوسط المدى، مقذوفات شديدة الانفجار يمكن أن يضرب عدة دبابات في نفس الوقت، كما يمكن أن تضر إنفجارات خاصة بطلقات أن دبابة خاصة بك، كن حذرا في معركة قريبة من الهدف.
تم تصميم هذا سلاح متوسط المدى مع تاريخ غني باستخدام سلاح سموكي الأسطوري باعتبار، الخيار الأفضل لمحبي معارك القوية والديناميكية.
```

تتكون حمولتها من قذائف خارقة للدروع من الجيل الجديد، يمكن لهذه الجولات ضرب مجموعة من الأعداء، وسيمنحك إعادة تحميل سريعة نسبيا الميزة على دبابات العدو الثقيلة، لكن كن حذرا في أماكن قريبة المدى فيمكن بسهولة تدمير خزان الوقود الخاص بك في تركيبة مع الهيكل السريع، يمكن أن يتحول رعد لسلاح مميت في يد لاعب محترف.
- المجمد (بالإنجليزية: Freeze)‏ إغلاق مدى السلاح، يجمد الأعداء، يبطئ بشكل فعال الأهداف ذات الأهمية حاسمة، يمكن إخماد النار على حرق الدبابات، لديها إمدادات الوقود مدودة، والتي يعيد شحنها مع مرور الوقت.

```
تم تصميم مفهوم الكامن وراء هذا السلاح في قرية 
روسية
 بعيدة، من وحدة فريزر المكسورة وفراغ مخترع محلي خلق آلية إطلاق كرات 
ثلج
، تم اكتشاف الخلق من قبل مهندس صيد قريب، وبعد العديد من ترقيات المطبقة في جامعة ابحاث سرية تحولت آلية إلى سلاح دبابة قوي، تغطية الهدف بمركب كيميائي قائم على فريون، سيزر السلاح ويجمد الهدف، مما ببطئ كل حركته، القدرة على تجميد العدو بالكامل والهروب من نطاق إطلاق النار يسمح لمحاربة الدبابات أكثر قوة، من المهم أن تتذكر-لاتهدر إمدادات الوقود الخاصة بك في ألعاب كرة الثلج مع حلفائك، إنه أمر ممتع تماما، بالطبع، لكن المعارك الدبابات لديها معارك.
```

- الريكوشيت (بالإنجليزية: Ricochet)‏ برج متوسط المدى. يمكن لمقذوفات البلازما ارتداد وتدمير الأعداء حتى خارج مجال الرؤية الخاصة بك. لديها قدرة محدودة للطاقة، والتي تعيد شحن مع مرور الوقت.

Plasmagun "Ricochet" هو جهاز سري جديد تم إنشاؤه بواسطة أفضل الأبحاث في سيبيريا. ولإنتاج هذه البرج على نطاق واسع، عمل فريق من 22 متخصصًا لمدة 3 سنوات على التوالي في مستودع تحت الأرض دون إذن لرؤية السماء. النتيجة النهائية هي فريدة من نوعها تماما. هذا السلاح يطلق مقذوفات البلازما، مغلفة بحقل «ذكي» ناقص. عند اصطدام الدبابة، سوف تنفجر القذيفة، ولكن إذا اصطدمت بعائق قوي، فسوف ترتد وتواصل رحلتها. بهذه الطريقة، باستخدام Ricochet، يمكنك ضرب الأهداف حتى إذا لم تتمكن من رؤيتها. لسوء الحظ، كان من المستحيل حل مشكلة السلامة تمامًا، ويمكن لجولات البلازما أن ترتد بسهولة وتضرب الدبابة التي أطلقتها في المقام الأول. حقل ناقص «ذكي» ذكي، ولكن ليس ذكي بما فيه الكفاية لتمييز دبابات العدو من المستخدم.
- قناصة «الرمح» (بالإنجليزية: Shaft)‏

برج قناص طويل المدى. يمكن أن تدخل وضع القناصة عن طريق الضغط على زر إطلاق النار. سيعتمد التلف في وضع القناصة على المدة التي تشحنها من النار، وسيصبح خزان الوقود أيضًا غير كامل الحركة.
خيار كبير لمحبي المعارك قناص. في الوضع العادي، يعمل البرج كمجمع أسلحة حديث متعدد الوظائف، مع عدد مذهل من الاستخدامات. يمكن أن يشرب القهوة، ويطلب البيتزا، ويدفع الشيكات، لكن في خضم المعركة لا يعمل أي شيء عن الأبراج الأخرى. التخصص الرئيسي لأبراج Shaft هو وضع القناصة الثانوي، عند الدخول يمكن زيادة قوة اللقطات الخاصة بك بشكل كبير، إذا قمت بشحنها. يتطلب استخدام وضع القناصة أن يدخل الخزان في وضع الحصار، مما يعني أنه لا يمكن أن يتحرك. سوف يركز تركيزك على العدو أيضًا على استخدام مؤشر ليزر إضافي، والذي يمكن اكتشافه بواسطة الأنظمة البصرية للدبابات الحديثة. لهذا السبب تنصح ناقلات النفط المتمركزة بألا تكون أبدًا في وضع القناصة لفترة طويلة، أو تخاطر بفتح مؤخرتك لشن هجوم عدو مفاجئ.
- رايل «مدفع السكة الحديدية» (بالإنجليزية: Railgun)‏

برج طويل المدى. يمكن إطلاق النار من خلال الدبابات متعددة. لديه تأخير اطلاق النار الصغيرة.
إذا لم تعد الأبراج ذات العيار المتوسط ترضي عطشك للإبداع، فهذه اللعبة مثالية لك تمامًا. برج عيار كبير مع سرعة برميل البرق بسرعة ومقذوفات مصنوعة من اليورانيوم المنضب. يمكن للقذائف الحركية القوية بشكل لا يصدق ودقيقة للغاية أن تحدث فجوة في أي خزان، لتصل إلى عدة أهداف تقف في نفس الخط. لا تنس أن Railgun يستغرق أيضًا وقتًا طويلًا لإعادة التحميل ويحتاج إلى إعداد قصير قبل إطلاق كل لقطة. سوف يحترق البرميل الجاهز للنيران أكثر إشراقًا من شجرة العطلات، والتي يمكن اكتشافها واستخدامها كميزة من قبل الأعداء المتمرسين. يشبه إتقان استخدام هذا البرج المبارزة: إنه جميل مثلما هو صعب وغير عملي عندما تكون في معركة ضد الأبراج الأخرى المصممة من مسافة قريبة.
- "'خرطوش "المطرقة" (بالإنجليزية: Hammer)‏

برج المدى القريب. يستخدم الشظايا، التي تنتشر وتضر الأعداء في وقت واحد. لديه اسطوانة مستديرة لمدة ثلاث طلقات.
اختار المهندسون استخدام أساليب غير تقليدية لإنشاء هذا البرج. بدلاً من قذائف خارقة للدروع، تستخدم قذيفة شظايا بها سهام تنجستين، ويتم استبدال نظام إعادة التحميل الخاص بها بأسطوانة آلية لا تختلف عن المسدس. النتيجة النهائية هي أداة موثوقة لتسمير الدبابات في الأرض. الشيء الوحيد المتبقي هو أن تقترب ناقلة النفط من الأعداء، لأن جولات البرج تنتشر على نطاق واسع على مسافات طويلة. الكثافة العالية لسهم التنغستن تسمح للجولات بالارتداد أكثر من مرة. عادة، يكفي أن يختبئ العدو وراء زاوية أو أن يطلق هدفه بإطلاق النار على العدو من الجانب. بدلاً من ذلك، يمكنك أيضًا ارتداد اللقطة مرة أخرى إلى نفسك.
- رشاش «البركان» (بالإنجليزية: Vulcan)‏

مدفع رشاش مضاد للدبابات بمدى متوسط. ستة براميل تسمح لاطلاق نار سريع بشكل لا يصدق. بعد الاستعمال لفترة طويلة سوف ارتفاع درجة الحرارة والضوء نفسه على النار.
أبراج الدبابات باردة، لكن في بعض الأحيان، ترغب في تمزيق العدو إلى قطع صغيرة، دون التفكير في الفروق الدقيقة مثل إعادة التحميل. هذا البرج هنا هو الحل لجميع مشاكلك. كومة من ستة براميل، وسرعة إطلاق لا تصدق ونظام التثبيت الآلي مع جولات خارقة للدروع. جولات غير محدودة خارقة للدروع. العديد من الجولات، خلال البراميل ليس فقط برميلك يمكن أن يسخن، ولكن الدبابة بأكملها. قد ترغب في الاستمرار في إطلاق النار، لكن قد يؤدي ذلك إلى إصابة الدبابة بالنيران، وهو أمر ممتع. ولكن يمكنك أيضًا طلب المساعدة من حلفائك، نظرًا لأن التجميد يمكن أن يهدئك، ولن تضطر إلى إيقاف الجنون. سرعة إطلاق عالية لها عيوبها في أدوات التحكم بدقة. تعمل المثبتات المائية على إبطاء سرعة الدوران أثناء إطلاق النار، لمنع البرج من الإغلاق. في أي حال،
- «'ماجنوم»' (بالإنجليزية: Magnum)‏

قاذفة المدفعية مع المدى الطويل. حرائق قذائف متفجرة قوية على مسار الباليستية. لا يمكن تحويل برجها. يتطلب دليل تهدف.
A ماغنوم أوبوس الحقيقي لبناء خزان الفني. أكبر عيار، والتي يمكن أن يصلح بدن الخزان. أكثر القذائف المدمرة شديدة الانفجار، مما يمكن أن نجد. أطول برميل مع أكبر الفرامل برميل. أقوى ارتداد، والتي يمكن أن الوجه خزان خفيف. كل قطعة في هذا البرج تصرخ «الأفضل». حتى أن نظام التصويب هو الأكثر صعوبة. تملي العيار الضخم أن البرج مُلحم حرفيًا في جسمه، باستثناء أي إمكانية للتحول أفقيًا. جولات ثقيلة تطير إلى هدفها في قوس، مما يجعل من الصعب تقريبا الهدف. بوجود مهارة كافية، يمكنك ضرب الأعداء خلف أي غطاء وفي أي مسافة. في أكثر الحالات كثافة، يمكنك توجيه البرميل لأعلى بشكل مستقيم، وإطلاق النار ولفه، بينما تسير الطلقة من وإلى الستراتوسفير لتدمير أي شيء تجده أدناه عندما تهبط.
- المهاجم"' (بالإنجليزية: Striker)‏

قاذفة الصواريخ مع المدى المتوسط. يؤدي الضغط باستمرار على زر إطلاق النار إلى التقاط هدف وإطلاق وابل من الصواريخ الموجهة على العدو.
منذ فجر الحرب، كان أكبر تهديد للدبابات صاروخ مضاد للدبابات. يمكن لهذا الوحش إيصال حزمة متفجرة بعناية إلى هدفه من مسافة طويلة جدًا. يستمر مجمع "Striker" المضاد للدبابات في تقليد قديم من التسليم السريع للانفجار إلى الخزان والدروع. سيستخدم نظام الالتقاط المستهدف مع AI المثبت مسبقًا التحليل الطيفي للسماح بأقصى قدر من الدقة عند إطلاق الصواريخ. بالنسبة للمعارك الديناميكية، يتم تضمين خيار إطلاق الصواريخ مباشرة. لا تظهر الدبابات الكثير من المودة في صندوق الرقائق المدرعة هذا، حيث تشك في أنه رأس مقطوع لروبوت التنظيف، والذي يمكن أن يقصر في أي لحظة ويقرر «تنظيف» جميع الناقلات من المعركة.
- غاوس (بالإنجليزية: Gauss)‏:

يتعامل Gauss مع الضرر من خلال وضعين - طلقة ضرر قياسية يتم إعادة تحميلها بسرعة إلى حد ما وطلقة خارقة عالية القوة تتسبب في أضرار جسيمة للعدو. قادر على التلف بسبب دفقة ابن عمه القريب Thunder، يستطيع Gauss أن يسرق بسهولة عمليات القتل وينفخ الدبابات في مكان قريب. ومع ذلك، فإن الميزة الأكثر دموية لهذا البرج هي أنه لا يوجد ليزر مغلق، مما يسمح له بإطلاق لقطات فائقة في تتابع سريع وكسب لقب "SNEAK 100".
وصف في مرآب:
يتعامل Gauss مع الضرر من خلال وضعين - طلقة ضرر قياسية يتم إعادة تحميلها بسرعة إلى حد ما وطلقة خارقة عالية القوة تتسبب في أضرار جسيمة للعدو. قادر على التلف بسبب دفقة ابن عمه القريب Thunder، يستطيع Gauss أن يسرق بسهولة عمليات القتل وينفخ الدبابات في مكان قريب. ومع ذلك، فإن الميزة الأكثر دموية لهذا البرج هي أنه لا يوجد ليزر مغلق، مما يسمح له بإطلاق لقطات فائقة في تتابع سريع وكسب لقب "SNEAK 100".
الوصف في المرآب
برج طويل المدى مجهز بقذائف متفجرة يمكنه ضرب عدة دبابات في نفس الوقت. يؤدي الضغط باستمرار على زر الإطلاق إلى تشغيل المسرع الكهرومغناطيسي، مما يجعل من الممكن إطلاق النار على الأهداف البعيدة.
وُلد مدفع «غاوس» في مرائب الناقلات الذين كانوا يبحثون عن طرق لزيادة فعالية الرعد ضد القناصة. اكتشفوا أن لف سلك الموصل الفائق للبرميل يعطي اللقطات تسارعًا هائلاً بسبب تأثير الكهرومغناطيسية. يحتوي المقذوف الذي يتم إطلاقه بهذه الطريقة على نطاق مشابه لقذيفة Railgun، وقدّم صوتًا مدويًا بشكل خاص. هذا التعديل «المنزلي الصنع» لـ Thunder، المقترن بنظام الهدف والتتبع الحديث، ولد مدفع «Gauss» - وهو أكثر قناص متنقل في ساحة المعركة. عندما يتهرب مطلق النار من نيران العدو بأقصى سرعة، يقوم نظام التوجيه «Gauss» بشكل مستقل بتصوير دقيق في اللحظة المثلى. السمة المميزة لهذا البرج هي الهوائيات، التي تمتد بينما يستعد المسرع الكهرومغناطيسي للقذيفة.
| المدافع                                    | المدى القريب | المدى المتوسط | المدى البعيد |
| ------------------------------------------ | ------------ | ------------- | ------------ |
| المدخنة (بالإنجليزية: Smoky)‏               | نعم          | نعم           | نعم          |
| عصفور النار (بالإنجليزية: Firebird)‏        | نعم          | لا            | لا           |
| التوأم (بالإنجليزية: Twins)‏                | نعم          | نعم           | لا           |
| إسيدا (بالإنجليزية: Isida)‏                 | نعم          | لا            | لا           |
| الرعد (بالإنجليزية: Thunder)‏               | نعم          | نعم           | نعم          |
| المجمد (بالإنجليزية: Freeze)‏               | نعم          | لا            | لا           |
| ريكوشيت (بالإنجليزية: Ricochet)‏            | نعم          | نعم           | لا           |
| الرمح (بالإنجليزية: Shaft)‏                 | نعم          | نعم           | نعم          |
| مدفع السكة الحديدية (بالإنجليزية: Railgun)‏ | نعم          | نعم           | نعم          |
| المطرقة (بالإنجليزية: Hammer)‏              | نعم          | نعم           | لا           |
| فولكان (بالإنجليزية: Volcan)‏               | نعم          | نعم           | نعم          |
| ماجنوم (بالإنجليزية: Magnum)‏               | نعم          | نعم           | نعم          |
| المهاجم (بالإنجليزية: Striker)‏             | نعم          | نعم           | نعم          |
| غاوس (بالإنجليزية: Gauss)‏                  | نعم          | نعم           | نعم          |

## تعديلات أو دواعم
سموكي :(بالإنجليزية: Smoky)‏:
| إسم خاصية           | وصف | تأثيرات                                                                                               | حصول عليها | ثمنها         |
| ------------------- | --- | --- | ---------- | ------------- |
| جولات الإعتداء      | دورات مع زيادة قوة التأثير سوف تجعل من سهل تخلص من هدف العدو. هذه جولات لايمكن أن تتسبب في أضرار جسمية.                                                                                | ▲ قوة التأثير: %35+ إصابة حرجة المعوقين                                                               | نادر       | 96.000 بلورة  |
| جولات تراكمية       | تظهر لقطات تراكمية في مقطع ذخيرة أكثر ندرة من دورات التراكمية "العادية"، لكن الأضرار ناجمية عن هذه دورات أكبر أيضا، يتم زيادة ضرر ناجم عن اللقطات الحرجة بسبب إنخفاض معدل زيارات حرجة. | ▲ ضرر حاد: %50+ ▼ فرصة حرجة: %60+                                                                     | ملحم       | 245.000 بلورة |
| نظام تصويب عالي دقة | براميل عالية جودة وآلية التصليح تهدف إلى زيادة ملحوظة ضرر، أدى استخدام معدات عالية الدقة إلى زيادة وقت التحميل.                                                                        | ▲ حد الأقصى للضرر: %20+ ▲ حد أدنى للضرر: %50+ ▲ ضرر حاد: %20+ ▼ إعادة التحميل: %40+                   | نادر       | 149.000 بلورة |
| جولات حارقة         | استبدال لقطات تراكمي القياسية مع جولات مليئة مركبة حارقة، يضرب حرجة أضرار منتظمة، ولكن أيضا إشعال هدف.                                                                                 | ضربات حاسمة تشعل هدف ضربة حرجة ضرر زاد تعطيل                                                          | ملحم       | 245.000 بلورة |
| جولات برد           | استبدال لقطات تراكمي القياسية مع جولات فريوم، ضربات حرجة سوف تتسبب في أضرار طبيعية، ولكن تجميد هدف بالكامل.                                                                            | ضربات حرجة تجميد هدف إصابة حرجة الضرر الزائد معوقين                                                   | ملحم       | 245.000 بلورة |
| مدفع آلي            | يزيد حزام ناقل الشحن الآلي من معدل إطلاق النار بشكل كبير. تفقد اللقطات المنتظمة معظم فعاليتها ، لكن الضربات الحاسمة تحدث كثيرًا.                                                        | ▲ إعادة تحميل= 0.5 ثانية ▲ إرتداد: %33- ▼ حد أدنى للضرر: %75- ▼ حد أقصى للضرر: %75- ▼ قوة تأثير: %66- | ملحم       | 245.000 بلورة |

عصفور نار :(بالإنجليزية: Firebird)‏:
| إسم خاصية         | وصف | تأثيراث                                                                   | حصول عليها | ثمنها         |
| ----------------- | --- | ------------------------------------------------------------------------- | ---------- | ------------- |
| مضخة عالية ضغط    | مسافة ضرب محسنة للأهداف متوسطة المدى سيتم إطلاق النار بشكل أكبر قليلا، وزيادة مسافة ضرب قصوى، يتطلب هدف أكثر دقة.    | ▲ حد أدنى للضرر: %10+ ▲ حد أقصى للضرر: %100+ ▼ زاوية مخروط: %75-          | نادر       | 149.000 بلورة |
| خزانات وقود مدمجة | خاص بالنسبة لمحبي تكتيك "وضعه على نار ولفه": زيادة سريعة في درجة حرارة ووقت الإحتراق بسبب زيادة معدل إستهلاك الوقود. | ▲ حد الأقصى لدرجة حرارة: %100+ ▲ معدل الدافئة: %100+ ▼ إستهلاك طاقة: %50+ | ملحم       | 245.000 بلورة |
| مزيج حارق         | سوف يحترق خليط النمل الأبيض خلال دروع الدبابات، مما يتسبب في زيادة ضرر، ولكن دون إشتعال الهدف، لايوجد تأثير التدفئة. | ▲ ضرر ثانية واحدة: %10+ ▲ إستهلاك طاقة: %50- تعطيل تأثير إحتراق           | ملحم       | 245.000 بلورة |

توأم :(بالإنجليزية: Twins)‏:
| إسم خاصية       | وصف | تأثيراث                                                                       | حصول عليها | ثمنها         |
| --------------- | --- | ----------------------------------------------------------------------------- | ---------- | ------------- |
| مسرعات بلازما   | يتيح تغيير إعدادات مسرعات بلازما أن تكون على مسافة أكثر أمانا من عدو في معركة، تطير مقذوفات أبعد وأسرع ولكن يتم تقليل معد حريق.                          | ▲ سرعة قذيفة: %100+ ▲ حد أدنى للمجموعة: %100+ ▼ تحديث: %25+                   | ملحم       | 245.000 بلورة |
| البلازما مستقرة | تحافظ لقطات بلازما مستقرة على شكلها بشكل أفضل ولا تنفجر عند الإصطدام دبابة أو عائق، هذه الطاقة لايمكن أن تتعامل مع أضرار الرش أو التلف التلقائي.         | إزالة التلف التلقائي ▲ قوة التأثير: %10+ إزالة الأضرار الناجمة عن رش الارتداد | نادر       | 145.000 بلورة |
| بلازما ثقيلة    | تعديل برج يتبع تقليد الشهير، حرائق BFG كراة كبيرة من البلازما، والتي تسير ببطء، ولكن تسبب المزيد من ضرر، توخي حذر من ضرر ذاتي من بداية من مسافة القريبة. | ▲ حد الأدنى من ضرر: %35+ ▲ حد أقصى من ضرر: %35+ ▼ سرعة قذيفة: %50-            | ملحم       | 245.000 بلورة |

إيسيدا :(بالإنجليزية: Isida)‏:
| إسم خاصية         | وصف | تأثيراث                                                        | حصول عليها | ثمنها         |
| ----------------- | --- | -------------------------------------------------------------- | ---------- | ------------- |
| مشعات نطاق العريض | مشعات نطاق عريض ذات المدى القصير لتسهيل هدف. | ▲ زاوية مخروط: %200+ ▼ المدى: %25-                             | نادر       | 145.000 بلورة |
| دعم Nanobots      | تم إعادة تكوين جزء من مدمرات النانوية في وضع الإصلاح، تحسين شفاء في المقابل إنخفاض الضرر.                                                                                        | ▲ تلتئم صحة في ثانية واحدة: %100+ ▼ الضرر في ثانية واحدة: %50- | ملحم       | 245.000 بلورة |
| مفاعل نانوماس     | بعد تلقي إشارة على أن هدف قد تم تدميرها يقوم مفاعل بتحويل الكتلة النانوية التي تم جمعها وإعادة شحن مستويات طاقة في برج، المحول التشغيلي يزيد بشكل ملحوظ من إستهلاك طاقة المشعات. | تدمير عدو يعيد شحن خزان طاقة ▼ إستهلاك طاقة: %50+              | ملحم       | 245.000 بلورة |

رعد :(بالإنجليزية: Thunder)‏:
| إسم خاصية             | وصف | تأثيراث                                                                    | حصول عليها | ثمنها         |
| --------------------- | --- | -------------------------------------------------------------------------- | ---------- | ------------- |
| جولات Subcaliber      | مع frag استبدال لجولة نوع ذخيرة إختراق والطاقة الحركية الضخمة، مثل هذه جولات لا تنفجرعند إصطدام دبابة أو عقبة ولايمكن أن تلحق الضرر مطلق النار | إزالة تلف ذاتي ▲ قوة التأثير: %20+ ▲ سرعة قذيفة: %20+ إزالة تلف في البداية | نادر       | 145.000 بلورة |
| عيار صغير شحن الجهاز  | يتيح استخدام جولات العيار الصغيرة مع آلة شحن تقليل وقة إعادة تحميل، جولات عيار صغير التعامل أقل ضررا                                           | ▲ تحديث: %20- ▼ حد الأدنى من الضرر: %20- ▼ حد الأقصى للضرر: %20-           | ملحم       | 245.000 بلورة |
| جولات "مطرقة الثقيلة" | تدور دورات المصبوبة بكثافة من الرصاص الرصاصي في قدرة على الثقب بسرعة كبيرة، لكن ماكينة الشحن الآلية تسمح بزيادة ملحوظة في معدل إطلاق النار.    | ▲ تحديث: %25- ▼ أقصى مدى للضرر: %95-                                       | ملحم       | 245.000 بلورة |

مجمد :(بالإنجليزية: Freeze)‏:
| إسم خاصية        | وصف | تأثيراث                                                                | حصول عليها | ثمنها         |
| ---------------- | --- | ---------------------------------------------------------------------- | ---------- | ------------- |
| مضخة عالية الضغط | مسافة ضرب محسنة للأهداف متوسطة المدى، سوف يتدفق فريون أكثر قليلا، ويزيد حد الأقصى المسافة الضرب، يتطلب هدف أكثر دقة.                                                    | ▲ حد الأدنى للضرر: %10+ ▲ حد الأقصى للضرر: %100+ ▼ زاوية المخروط: %75- | نادر       | 145.000 بلورة |
| مزيج تآكل        | تبديل عامل تبريد بمزيج حامض، والذي يأكل حتى أكثر دروع مثانة في ثواني معدودة. تتم إزالة تأثير التجميد.                                                                   | ▲ أضرار في ثانية واحدة: %5+ تأثير تجميد معطل                           | ملحم       | 245.000 بلورة |
| تجميد الصدمة     | بسرعة وفعالية تحويل الدبابةإلى قطعة صلبة وغير متحركة من جليد. في ظروف مساحة محدودة في البرج، كان لابد من إزالة العديد من آليات المعركة، مما قلل من أضرار وإستهلاك طاقة. | ▲ معدل تجميد: %200+ ▲ إستهلاك طاقة: %50- ▼ الضرر: %50-                 | ملحم       | 245.000 بلورة |

ريكوشيت :(بالإنجليزية: Ricochet)‏:
| إسم خاصية           | وصف | تأثيراث | حصول عليها | ثمنها         |
| ------------------- | --- | --- | ---------- | ------------- |
| ناقص إستقرار المجال | يسمح تثبيت الإضافي للحقل ناقص قبل كل طلقة بإطلاق النار بفعالية المدى الأطول، تسير المقذوفات بمدى أبعد وأسرع، ولكن يتم تقليل معدل إطلاق نار                                    | ▲ سرعة قذيفة: %100+ ▲ حد أدنى للمجموعة: %100+ ▼ تحديث: %25+                                                       | ملحم       | 245.000 بلورة |
| إستقرار البلازما    | تنتشر كرات البلازما غير المستقرة في جلطات بعد أدنى لمسة من عقبة، لتصل إلى جميع الأعداء والمطلق النار في دائرة نصف قطرها صغير                                                  | ▲ أضرار بداية المضافة تأثير إرتداد تعطيل                                                                          | نادر       | 145.000 بلورة |
| بلازما الشعلة       | التعديل الذي يحول البرج إلى بلازمااجون قصير المدى، يزيد بشكل ملحوظ من معدل إطلاق بسبب إنخفاض سرعة طيران بشكل كبير وتلف الدورات أيضا، لايمكن البلازما الغير المتستقرة أن ترتد. | ▲ تحديث: %50- ▼ الحد الأدنى للضرر: %25- ▼ الحد الأقصى للضرر: %25- ▼ سرعة القذيفة: %66- ▼ أقصى عدد من ricochet: 1- | ملحم       | 245.000 بلورة |
| هائج                | في وضع الهجوم الخاص هذا ، سوف يستهلك إطلاق البرج الطاقة بشكل أسرع ، لكن كل دبابة معادية يتم تدميرها ستعيد ملء خزان الطاقة.                                                    | تدمير عدو يعيد شحن خزان طاقة ▼ طاقة مستهلكة لكل لقطة: %20+                                                        | محلم       | 245.000 بلورة |

رمح :(بالإنجليزية: Shaft)‏:
| إسم خاصية        | وصف | تأثيراث | حصول عليها | ثمنها         |
| ---------------- | --- | --- | ---------- | ------------- |
| باعث قصير مدى    | تعديل الناقلات التي تفضل معارك قريبة المدى والتي إعتادت على الأبراج الدقيقة، يزيد ضرر ووقت إعادة تحميل في وضع Arcade.        | ▲ حد أدنى من ضرر ممرات: %20+ ▲ حد أقصى من ضرر ممرات: %20+ ▲ حد أدنى من ضرر التصويب: %20+ ▼ إعادة تحميل ممرات: %25+ ▼ الطاقة المستهلكة في لقطة الممرات: %20+ | نادر       | 145.000 بلورة |
| المكثفات الثقيلة | استبدال مكثفات القياسية من نوع الثقيل، يتم شحن لقطة بشكل أبطأ، لكن ضرر نهائي يزداد بشكل ملحوظ.                               | ▲ حد أقصى لضرر التصويب: %25+ ▼ إستهلاك طاقة في وضع تصويب: %33- ▼ سرعة تصويب الأفقية: %30-                                                                   | ملحم       | 245.000 بلورة |
| مكثفات الضوئية   | استبدال مكثفات قياسية بالنوع خفيف، يتم شحن لقطة بشكل أسرع، ولكن يتم تقليل الضرر النهائي بشكل ملحوظ.                          | ▲ إستهلاك طاقة في وضع تصويب: %100+ ▲ سرعة تصويب أفقية: %30+ ▼ الحد أقصى من الف تصويب: %25-                                                                  | ملحم       | 245.000 بلورة |
| وضع النار السريع | تعديل الهجوم الذي يسمح بإطلاق نار بسلسلة سريعة من 3 لقطات في وضع Arcade في نفس وقت، سعة خزان كافية لسلسلة واحدة من اللقطات . | ▲ إعادة تحميل لقطة ممرات: 0.5s ▼ الطاقة كافية لكل لقطة ممر: 375 ▼ معدل طاقة المستردة: %15- ▼ الحد الأقصى لضرر التصويب: %30-                                 | ملحم       | 245.000 بلورة |

1. مدفع سكة :(بالإنجليزية: Railgun)‏:

| إسم خاصية             | وصف | تأثيراث                                                            | حصول عليها | ثمنها         |
| --------------------- | --- | ------------------------------------------------------------------ | ---------- | ------------- |
| إستقرار دائري         | يختار نظام التصويب مسار طيران أكثر قابلية للتنبؤ للجولات. ستسبب كل طلقة ضررًا مستمرًا وتحتفظ بالقوة بعد اختراق الهدف.                                                                                 | ▲ إختراق= %100 ▲ أدنى ضرر: %50+ ▼ أقصى ضرر: %20-                   | نادر       | 96.000 بلورة  |
| عزز تصويب ناقل الحركة | تحسين ناقل الحركة المستهدف لتحقيق هدف أفقي سريع. بسبب التحسين ، يكون النقل الرأسي أقل فعالية. | ▲ سرعة دوران برج: %40+ ▲ تسارع دوران برج: %35+ ▼ رأسي تلقائي: %20- | نادر       | 149.000 بلورة |
| جولة زعزعة الاستقرار  | تضيف حفنة من البراغي والملفات النحاسية ، التي يتم إدخالها في المسرع ، المزيد من الفوضى في توزيع القوة النهائية للطلقة. يتم توسيع نطاق الحد الأقصى والحد الأدنى للضرر بشكل كبير ، ويزداد تشتت الضرر. | ▲ قوة دفع: %20+ ▲ أقصى ضرر: %70+ ▼ أدنى ضرر= 1HP                   | ملحم       | 245.000 بلورة |

1. مطرقة :(بالإنجليزية: Hammer)‏:

1. فولكان :(بالإنجليزية: Volcan)‏:

1. ماجنوم :(بالإنجليزية: Magnum)‏:

1. مهاجم :(بالإنجليزية: Striker)‏:

1. غاوس :(بالإنجليزية: Gauss)‏:

1. داعم لجميع أبراج:

| إسم خاصية   | وصف | تأثيراث | حصول عليها | ثمنها   |
| ----------- | --- | --- | ---------- | ------- |
| الأدرينالين | تزيد هذه الزيادة من تلف برجك بما يتناسب مع انخفاض نقاط الصحة في خزان الوقود. كلما قلت نقاط الصحة لديك ، زاد مقدار الضرر الذي يلحقه برجك | -ضرر برج إشتباك: %0-%39+▲ -ضرر برج قريب المدى: %0-%36+▲ -ضرر برج متوسط المدى: %0-%33+▲ -ضرر برج بعيد المدى: %0+%30+▲ ▼ صحة منخفضة مطلوبة من أجل تنشيط | ملحم       | 245.000 |

1. دواعم لجميع هياكل:

| إسم خاصية         | وصف | تأثيراث                                                                    | حصول عليها | ثمنها         |
| ----------------- | --- | -------------------------------------------------------------------------- | ---------- | ------------- |
| مقاومة حرارة      | يحمي حوضك جزئيًا من التلف وتأثير الحرارة ، مما يجعل الاحتراق أكثر صعوبة. لا يؤثر على الضرر المباشر من Firebird.                                                                                             | ▲ مقاومة تأثير حرارة زائدة:50%                                             | نادر       | 245.000 بلورة |
| مقاومة برد        | يحمي حوضك جزئيًا من تأثير البرودة ، مما يجعل من الصعب إبطاء سرعته. لا يؤثر على الضرر المباشر من التجميد. | ▲ مقاومة تأثير تجميد: 50%                                                  | نادر       | 245.000 بلورة |
| مناعة ضد حرارة    | يجعل دبابتك محصنة ضد التلف الناتج عن الحرارة ، مثل تلك التي تحدث بسبب ارتفاع درجة حرارة فولكان ، أو الحرق المستمر بعد تأثير Firebird. ومع ذلك ، سيظل Firebird قادرًا على إحداث ضرر مباشر للدبابات الخاصة بك | ▲ مقاومة تأثير حرارة زائدة:100%                                            | ملحم       | 4990 تانكوون  |
| مناعة ضد برد      | يجعل حوضك محصنًا من تأثيرات البرودة البطيئة ، مثل تلك التي يسببها برج التجميد. ومع ذلك ، سيظل التجميد قادرًا على إحداث ضرر مباشر للدبابات الخاصة بك.                                                         | ▲ مقاومة تأثير تجميد:100%                                                  | ملحم       | 4990 تانكوون  |
| مناعة EMP         | يجعل حوضك محصنًا من تأثيرات النبضات الكهرومغناطيسية. يتضمن ذلك Hunter's Overdrive ، والتي لن تتمكن من إلغاء تنشيط المستلزمات الخاصة بك.                                                                     | ▲ لا يتم إزالة مستلزمات بواسطة EMP                                         | ملحم       | 4990 تانكوون  |
| مناعة الصاعقة     | يجعل دبابتك محصنة ضد تأثيرات الصعق ، مما يمنع أعدائك من شل حركتك. في حين أن الصعوبات نادرة ، إلا أن الحماية منها قد تكون حاسمة في لحظة حاسمة.                                                              | ▲ لايفقد لاعب سيطرة على خزان ▲لايسقط كرة أو علم ▲ يستمر في تنشيط overdrive | ملحم       | 4990 تانكوون  |
| وزن ثقيل (البناء) | يزيد وزن بدنك بشكل كبير ، مما يجعله أكثر مقاومة للضغط. قد يتأثر التسارع ، لكن الزخم الإضافي له تطبيقات مفيدة لخزانات الصدم.                                                                                | ▲ بدن خفيف: %200+ ▲ بدن متوسط: %150+ ▲ بدن ثقيل: %100+ ▼ تسارع هيكل: %33-  | ملحم       | 4990 تانكوون  |
| هيكل خفيف وزن     | يقلل بشكل كبير من وزن بدنك. في حين أنها ليست مفيدة بشكل خاص في سيناريو القتال ، قد ترغب الناقلات الإبداعية في الاستفادة من هذه الميزة في الأعمال المثيرة للدبابات "غير التقليدية".                         | ▲ مثالية الباركور ▼ وزن أي هيكل 1000 وحدة                                  | ملحم       | 4990 تانكوون  |
| مناعة AP          | هذه الزيادة تحميك تمامًا من تأثير حالة خارقة للدروع. لن تفقد أي دبابة بهذه التعزيز دروعها المستلمة من الوحدات والإمدادات والمصادر الأخرى بعد تطبيق تأثير حالة خارقة للدروع.                                 | ▲ مقاومة تأثير AP:%100                                                     | أسطوري     | 4990 تانكوون  |

## الهياكل أو الدبابات
الإختيار الصحيح البندقية سوى جزء من النجاح، تحتاج أيضا إلى إختيار البدن، الخبر السار هو أن هناك الكثير منهم في تانكي أون لاين. من الأخف والأسرة إلى الأثقال وأفضل حماية، وقد حصل كل بدن أيضا على 7تعديلات (من Mk1 إلى Mk7}}.
يمكنك بالفعل تجربة التكتيكات الأكثر شعبية في صفوف المبتدئين دون حاجة إلى إنفاق عدد كبير من البلورات، ولكن من المستحيل حصول على كل ما تريده في الحال، يمكن شراء الهياكل وتعديلات الخاصة فقط برتبة معينة.الءن دعونا نلقي نظرة على كل بدن بمزيد من تفاصيل.
- الدبور(بالإنجليزية: Wasp)‏: بدن خفيف لديها أسرع سرعة قصوى، يزرع قنبلة مع جهاز توقيت.

```
بدن خفيف صغير للمبتدئين، يمنح الحجم صغير والسرعة العالية الحرية الحقيقية في ساحة معركة ، ولكن سرعته وقدرته على مناورة هي فائدة إضافية ممتعة، تمت إزالة جميع الأجزاء الغير ضرورية من هيكل البدن بما في ذلك الدروع للسماح بتركيب قنبلة N2 قوية بشكل لايصدق ، هذه الأدوات لفتح أي دفاع هي في واقع جولة نووية حرارية صغيرة، والتي يمكن إسقاطها دون فقدان السرعة وتمكين الناقلة من التخلص بسرعة من النقطة الساخنة المستقبلية.دائما ماتتم ملاحظة ألعاب نارية غير عادية بشكل أفضل من غطاء قريب.
```

- زنبور(بالإنجليزية: Hornet)‏: بدن خفيف بينما تحول يمكن أن تدخل إنجرافات وجيزة ، يتيح رؤية جميع الأعداء في معركة بفضل Overdrive.

```
بدن خفيف مع منحنيات هوائية، يتحرك بسلاسة جميلة، ينزلق بسلاسة بين العقبات والخزانات الأخرى، مطلوب سمات الديناميكية من درجة الأولى لعمليات إعادة التشغيل التي تؤدي إلى هجوم سريع البرق، يسمح رادر القوي والواقي حراري ونظام الاتصال متعدد القنوات الناقلة بالكشف عن دبابات العدو في المعركة، وتحليل وضعها الحالي بالكامل وإرسال الأوامر إلى الحلفاء، كما أن نظام الألب لجمع البيانات ومعالجتها يمكن الهيكل من تثبيت كل لقطة وضرب البقع الضعيفة في درع هدف. وهذا ما يجعل من «هورينت» ضرورية لأي مهمة إعادة وضربات السريعة في قاعدة العدو.
```

- هوبر(بالإنجليزية: Hopper)‏بدن خفيف. إنه يحلق فوق السطح مع قدرة فائقة على المناورة. لا يقتصر دوره المضاعف على الصعق وإشعال النار في دبابات العدو ، ولكنه يقذف أيضًا «النطاط» في الهواء حتى يتمكن من القفز فوق العوائق.

يستخدم خزان التحليق «هوبر» أقصى موارد محرك مضاد للجاذبية للسماح للناقلة بمتابعة حلمها - الطيران إلى السماء بعيدًا عن الخطر. بدلاً من الدروع ونظام الدفاع ، يحتوي الهيكل على محرك قفز تفجيري يمكنه رمي دبابتك إلى ارتفاعات كبيرة. توفر Antigravs الاستقرار في الهواء مما يخلق فرصًا تكتيكية هائلة. سوف يندم الخصم الذي لم يحالفه الحظ بالقرب منك في لحظة قفزتك. يقوم محرك التفجير على الفور بتأين الهواء ، مما يؤدي إلى إذهال وإشعال النار في كل ما يزحف على الأرض. هل تمتلك الجرأة الكافية لاختراق دفاعات العدو أو القيام بهروب مفاجئ بالعلم؟ يستطيع «هوبر» القيام بالأمرين معًا.
- الصياد(بالإنجليزية: Hunter)‏: بدن متوسط، لديه قدرة على مناورة بين جميع دبابات المتوسطة، يمكن نزع سلاح دبابات عدة لفترة قصيرة بفضل Overdrive.

```
هذا الهيكل مغطى بالفولاذ المدرع المعزز، هو الأكثر شمولية، يتناسب تماما محبي المعركة النشطة والدينامكية، وكذلك اللاعبين الذين يرغبون في اللعب بشكل موضعي، لن تكون عاطلا عن عمل أبدا، سواء كان ذلك لحماية نقطة أو معركة شديدة من أجل بنادي مدينة مدمرة، حصل هيكل على إسمه من القدرة على استخدام دافع الكهرمغناطيسي وجعل حياة جميع الأعداء جحيما، يمكن للهنتر تعطيل مجموعة كاملة من دبابات وتحويلها إلى أهداف سهلة للحريق إذا كنت منزعجا من فريق عدو منظم باستخدام الإمدادات ببراعة. فبعد هجوم غطاء الأول سوف تبدأ جميع دبابات عدو بوضع مسافة أكثر وأكثر بينك.
```

- دكتاتور(بالإنجليزية: Dictator)‏متوسط. معروف باستقراره وحجمه. ينشط Overdrive تأثير جميع الإمدادات لنفسه وجميع الحلفاء القريبين.

بفضل نظام الحماية النشط المحسن وأحدث المواد المركبة المستخدمة في بنائه ، يمتص هذا الهيكل بنجاح طاقة الانفجارات من جولة من أي عيار ، بينما لا يزال بدنًا متوسطًا. سيؤدي تفعيل قدراتها المفرطة إلى إجبار كل من الإمدادات الهجومية والدفاعية للدبابة والحلفاء القريبين على التنشيط. سيتم إصلاحك بالكامل ، وحماية إضافية ، وستكتسب المزيد من السرعة ، بالإضافة إلى إسقاط لغم. لا يتطلب مفاعل زيادة السرعة المثبت مسبقًا تشغيل إمدادات المستخدم. يمكن لمالك هذا الهيكل أن يقود الفريق بسهولة إلى هجوم كامل ، مع الأخذ في الاعتبار حدة الهجوم ، وذلك بفضل حجم الهيكل الذي يجعله هدفًا مثاليًا للعدو.
- فايكنغ(بالإنجليزية: Viking)‏متوسط. لديها أسرع سرعة بين جميع الهياكل المتوسطة. تزيد السرعة المفرطة بشكل كبير من الأضرار التي لحقت ببرجها ، وذلك بفضل زيادة معدل إطلاق النار.

يشمل هذا الهيكل جميع أحدث التقنيات العسكرية مجتمعة في قطعة واحدة من الفن الهندسي. درع محسّن ونظام مسارات من الجيل الثاني يجعل هذا الهيكل دبابة عالمية متميزة. يمكن استخدام الهيكل في أي نوع من المهام القتالية - من الدفاع الاستراتيجي إلى الهجوم الأمامي الكامل. سميت على اسم المحاربين الأسطوريين في الشمال ، «فايكنغ» هي الأكثر رعبا بعد تفعيل السرعة القصوى. سيزيد نظام الأسلحة فائق الشحن بشكل كبير من سرعة إطلاق النار لأي برج مثبت على الهيكل ، مما يؤدي إلى إبعاد الأعداء عن المعركة بسهولة لا تصدق. أفضل استخدام لقوتها العظمى هو شن هجوم مفاجئ ، لأن إطلاق النار على جميع الأسطوانات يصبح فايكنغ سريعًا الهدف الأساسي لقناصة العدو. هذا عادل ، بالنظر إلى أن المحاربين الحقيقيين يواجهون دائمًا رؤوس الموت.
- العملاق(بالإنجليزية: Titan)‏بدن ثقيل. معروف بديناميكية متزايدة. يضع Overdrive قبة واقية تحمي الدبابة والحلفاء القريبين من هجمات العدو.

بدن ثقيل لأقسى واجبات الدفاع. درع من أقوى سبيكة تيتانيوم مقترنة بالهيكل المثالي والهندسة تجعل تيتان درعًا مثاليًا حتى من الأبراج ذات العيار الكبير. وعندما لا يكون ذلك كافيًا ، يمكنك إرسال مولد مجال ثابت ، مما يقلل من جميع الأضرار القادمة بشكل كبير. تحت حماية القبة ، يمكنك أنت وحلفاؤك تحمل نيران مركزة من أي برج. ناقلة مع هذا الهيكل يمكنها الغوص مباشرة في الجحيم.
- الفيل(بالإنجليزية: Mammoth)‏

بدن ثقيل. معظم الكتلة والاستقرار. تزيد سرعة الماموث من سرعتها وتعطيها لمسة مميتة تقتل أي عدو يلامسها.
قلعة متحركة على مسارات. الساطار بين الهياكل الثقيلة. قطعة صلبة ثقيلة ، مدعومة بدروع خرسانية ، بسرعة بطيئة ، لكنها قادرة على البقاء تحت نيران العديد من أبراج العدو في وقت واحد. حتى مع الأخذ في الاعتبار سمكها المذهل ، فإن الدفاع ليس الوظيفة الوحيدة لهذا الهيكل. سيسمح مجال AT الخاص ، الذي يتم تنشيطه عن طريق زيادة السرعة ، لهذا الوحش بالمرور عبر الألغام والحواجز الواقية أثناء صد نيران العدو بأي شدة بسهولة وبدون عواقب واضحة على دروعه. لا يمكن إيقافه حرفيًا ، حتى لو أغلقت الطريق بالدبابات ، فستصبح طبقة إضافية من المعدن على مسارات الماموث.
- آريس(بالإنجليزية: Ares)‏بدن ثقيل. يظل مستقرًا حتى عند القيادة تحت النار. تطلق سرعتها الزائدة قذيفة تهاجم دبابات العدو بالبرق وتشفي الحلفاء

أصبحت الحوامة «آريس» أول بدن بخاصية مقاومة الجاذبية. لقد حدد الوزن والنسب المثير للإعجاب للجيل الأول من مضادات الجرف مسبقًا دخول «آريس» إلى فئة الأجسام الثقيلة. يحافظ التأثير المضاد للجاذبية للمحرك على الهيكل في وضع ثابت ، مما يعوض الأسطح غير المستوية والارتداد عند إطلاق النار. لتحويل الدبابة الحوامة في معركة ، عليك أن تحاول بجد حقًا. جعل الاستقرار الذي لا هوادة فيه لـ «آريس» من الممكن بناء سلاح فائق القوة ، والذي لا يمكن استخدامه على هياكل أخرى: بالنسبة للنماذج الأولية ، مزقت الطلقة الأولى البرج. تقول الناقلات أن هذا هو نفس مدفع BFG-. نحن لا نعرف ما الذي يتحدثون عنه ، ولكن فقط في حالة ، نطلب منك عدم مشاركة هذه المعلومات.
| الدبابة                         | السرعة | الحماية | الالتفاف |
| ------------------------------- | ------ | ------- | -------- |
| الدبور (بالإنجليزية: Wasp)‏      | ممتازة | ضعيفة   | ممتازة   |
| الدبور (بالإنجليزية: Hornet)‏    | ممتازة | ضعيفة   | ممتازة   |
| هوبر (بالإنجليزية: Hopper)‏      | ممتازة | ضعيفة   | ممتازة   |
| الصياد (بالإنجليزية: Hunter)‏    | متوسطة | متوسطة  | متوسطة   |
| دكتاتور (بالإنجليزية: Dictator)‏ | متوسطة | متوسطة  | متوسطة   |
| فايكنج (بالإنجليزية: Viking)‏    | متوسطة | متوسطة  | متوسطة   |
| العملاق (بالإنجليزية: Titan)‏    | سيئة   | ممتازة  | سيئة     |
| الفيل (بالإنجليزية: Mammoth)‏    | سيئة   | ممتازة  | سيئة     |
| آريس (بالإنجليزية: Ares)‏        | سيئة   | ممتازة  | ممتازة   |

## الرتب
توجد 30 رتبة
| الرتب              | مجموع النقاط | نقاط لرفع الرتبة | البلورات المكتسبة من الترقية |
| ------------------ | ------------ | ---------------- | ---------------------------- |
| Recrult            | 0            | + 100            | +0                           |
| Private            | 100          | +400             | +10                          |
| Gefreiter          | 500          | +1 000           | +40                          |
| Corporal           | 1 500        | +2 200           | +120                         |
| Master Corporal    | 3 700        | +3 400           | +230                         |
| Sergeant           | 7 100        | +5 200           | +420                         |
| Staff Sergeant     | 12 300       | +7 700           | +740                         |
| Master Sergeant    | 20 000       | +9 000           | +950                         |
| First Sergeant     | 29 000       | + 1 2000         | + 1 400                      |
| Sergeant-Major     | 41 000       | + 16 000         | + 2 000                      |
| 1 Warrant Officer  | 57 000       | + 19 000         | + 2 500                      |
| Warrant Officer 2  | 76 000       | + 22 000         | + 3 100                      |
| Warrant Officer 3  | 98 000       | + 27 000         | + 3 900                      |
| Warrant Officer 4  | 125 000      | + 31 000         | + 4 600                      |
| Warrant Officer 5  | 156 000      | + 36 000         | + 5 600                      |
| Third Lieutenant   | 192 000      | + 41 000         | + 6 600                      |
| Second Lieutenant  | 233 000      | + 47 000         | + 7 900                      |
| First Lieutenant   | 280 000      | + 52 000         | + 8 900                      |
| Captain            | 332 000      | + 58 000         | + 10 000                     |
| Major              | 390 000      | + 65 000         | + 12 000                     |
| Lieutenant Colonel | 455 000      | + 72 000         | + 14 000                     |
| Colonel            | 527 000      | + 79 000         | + 16 000                     |
| Brigadier          | 606 000      | + 86 000         | + 17 000                     |
| Major General      | 692 000      | + 95 000         | + 20 000                     |
| Lieutenant General | 787 000      | + 102 000        | + 22 000                     |
| General            | 889 000      | + 111 000        | + 24 000                     |
| Marshal            | 1 000 000    | + 122 000        | + 28 000                     |
| Fieldmarshal       | 1 122 000    | + 133 000        | + 31 000                     |
| Commander          | 1 255 000    | + 145 000        | +34 000                      |
| Generalissimo      | 1 400 000    | + 200 000        | +37 000                      |
| Legend             | 1 600 000    | +200 000         | +40 000                      |

مطورو لعبة تانكي أون لاين في بيرم، روسيا، (عمل حقيقي مقابل مال حقيقي)، يقومون بالعمل على تطوير اللعبة حتى تكون أفضل، والبحث عن استقطاب عدد أكبر من اللاعبين وتحسين جرافيك اللعبة وأشياء أخرى. ويكون هذا العمل تقريبًا شاق حيث أنه يعتمد على الذكاء والخبرة والصبر.
تم إنشاء تانكي أون لاين باللغة الروسية والإنجليزية والألمانية والصينية والبرازيلية (البرتغالية)، كما أضيفت النسخة البولندية في أواخر 2015
كما أطلقت إدارة لعبة تشبه لعبة أصلية تدعى تانكي إكس(بالإنجليزية: Tanki X)‏ وهو تطوير لعبة ليجعلو اختيار لللاعب من حيث نوع حركة وشكل، لكن قامو بإلغاء المشروع سنة 2019 بسبب شدة المنافسة في مجال الألعاب واكتفوا باللعبة الأصلية

## روابط خارجية
- Home Page and Game Client
- The Alternativa3D engine
- Fight It Out At Tanki Online (review) نسخة محفوظة 23 مارس 2012 على موقع واي باك مشين.
- Game Forum
- Game Wiki